# Mosaics de Delos
Els mosaics de Delos són un conjunt significatiu de paviments realitzats amb la tècnica del mosaic durant el període de l'antiga Grècia, que provenen de Delos, una illa grega de l'arxipèlag de les Cíclades. La major part dels mosaics conservats daten de l'última meitat del segle ii aC i inicis del segle i aC, durant el període hel·lenístic i el principi de la Grècia romana. Els mosaics hel·lenístics es van deixar de produir aproximadament després del 69 aC a causa de les guerres mitridàtiques contra el Regne del Pont. Com a conseqüència, l'illa va patir una davallada sobtada de la població, així com un declivi en la seva posició com a nucli comercial destacat. Delos conserva una de les col·leccions de restes de mosaics més grans entre els jaciments arqueològics de la Grècia hel·lenística. De fet, aproximadament la meitat dels mosaics grecs tessel·lats de l'època hel·lenística provenen d'aquesta illa.
Els paviments de Delos comprenien des de simples còdols o terres de grava fins a altres mosaics més elaborats fets amb tessel·les. La majoria dels motius es componien de sanefes simples, mentre que només alguns feien servir les tècniques de l'opus tessellatum i l'opus vermiculatum per a crear escenes i figures concretes, naturalistes i de colors brillants. S'han trobat mosaics en llocs de culte, edificis públics i habitatges privats, aquests darrers en general formant part d'una planta irregular o d'un pati central amb peristil.
Malgrat que existeixen indicis d'influències punicofenícies i romanoitalianes, els mosaics de Delos s'ajusten generalment a les principals característiques de l'art hel·lenístic. Els mateixos mecenes benestants que van encarregar pintures i escultures a Delos podrien haver contractat també a l'estranger els artistes dissenyadors de mosaics. Les obres comparteixen característiques d'altres zones del món grec, com els mosaics macedonis de Pel·la. També incorporen algunes peculiaritats de la pintura grega tradicional i sovint empren una tècnica amb un fons negre semblant a la ceràmica de figures vermelles del període clàssic. Alguns estils i mètodes trobats a Delos apareixen en l'art romà i en els seus mosaics, malgrat que altres exemples contemporanis romans com els de Pompeia mostren diferències significatives entre el Mediterrani occidental i oriental pel que fa a la producció i al disseny.

## Datació
Fins a l'actualitat, s'han conservat a Delos exactament 354 mosaics, que van ser estudiats per l'arqueòleg francès Philippe Bruneau. La majoria daten del període hel·lenístic i del final de la República Romana (és a dir, la segona meitat del segle ii aC i inicis del segle i aC). Uns pocs mosaics es van datar del període clàssic, i es va atribuir un mosaic a l'època de l'Imperi romà. Bruneau considerà que les peces catalogades sense data, basant-se en el seu estil, s'haurien realitzat a la mateixa època que la majoria d'altres exemples, és a dir, aproximadament entre el 133 i el 88 aC. El 167 o 166 aC, després de la victòria romana a la Tercera Guerra Macedònica, Roma va cedir l'illa de Delos als atenencs, que van expulsar-ne la majoria d'habitants nadius.
La destrucció de Corint per Roma el 146 aC va permetre que Delos assumís, almenys parcialment, l'antic paper de primer nucli comercial de Grècia. La prosperitat econòmica de l'illa, la seva activitat constructiva i la seva població va disminuir considerablement després de l'assalt del lloc per les forces de Mitridates VI del Pont el 88 i el 69 aC, durant les guerres mitridàtiques amb Roma. Tot i les invasions del Pont, Delos només es va abandonar gradualment després que Roma s'assegurés un enllaç comercial directe amb Orient, fet que va marginar l'illa com a punt intermedi a la seva ruta cap a l'Est.

## Característiques

### Composició
Els mosaics i paviments de Delos estaven composts per simples còdols, terres de grava fets amb marbre blanc, fragments de ceràmica i panells formats per tessel·les. Aquests últims podien ser de dos tipus: els més simples eren tessel·lacions d'opus tessellatum que empraven peces grans, d'aproximadament uns 8 × 8 mm. Els més elaborats estaven fets amb la tècnica de l'opus vermiculatum, utilitzant tessel·les de mides inferiors a 4 × 4 mm. Molts mosaics de Delos estaven formats per una barreja d'aquests materials, mentre que els més comuns eren els paviments de grava. Aquests van ser descoberts en 55 habitatges i generalment eren a la planta baixa. La major part dels mosaics estaven formats per peces de marbre trencat incrustades en un terra de ciment. Altres bases d'enrajolat estaven fetes per tàpia o lloselles de gneis. Les cuines i latrines es pavimentaven amb ceràmica, maons i fragments de rajola amb l'objectiu d'impermeabilitzar. Generalment s'incloïen tires fines de plom per fer els contorns dels mosaics de patrons geomètrics, malgrat que aquestes no apareixien en altres mosaics més complexos i figuratius.

### Disposició i localització

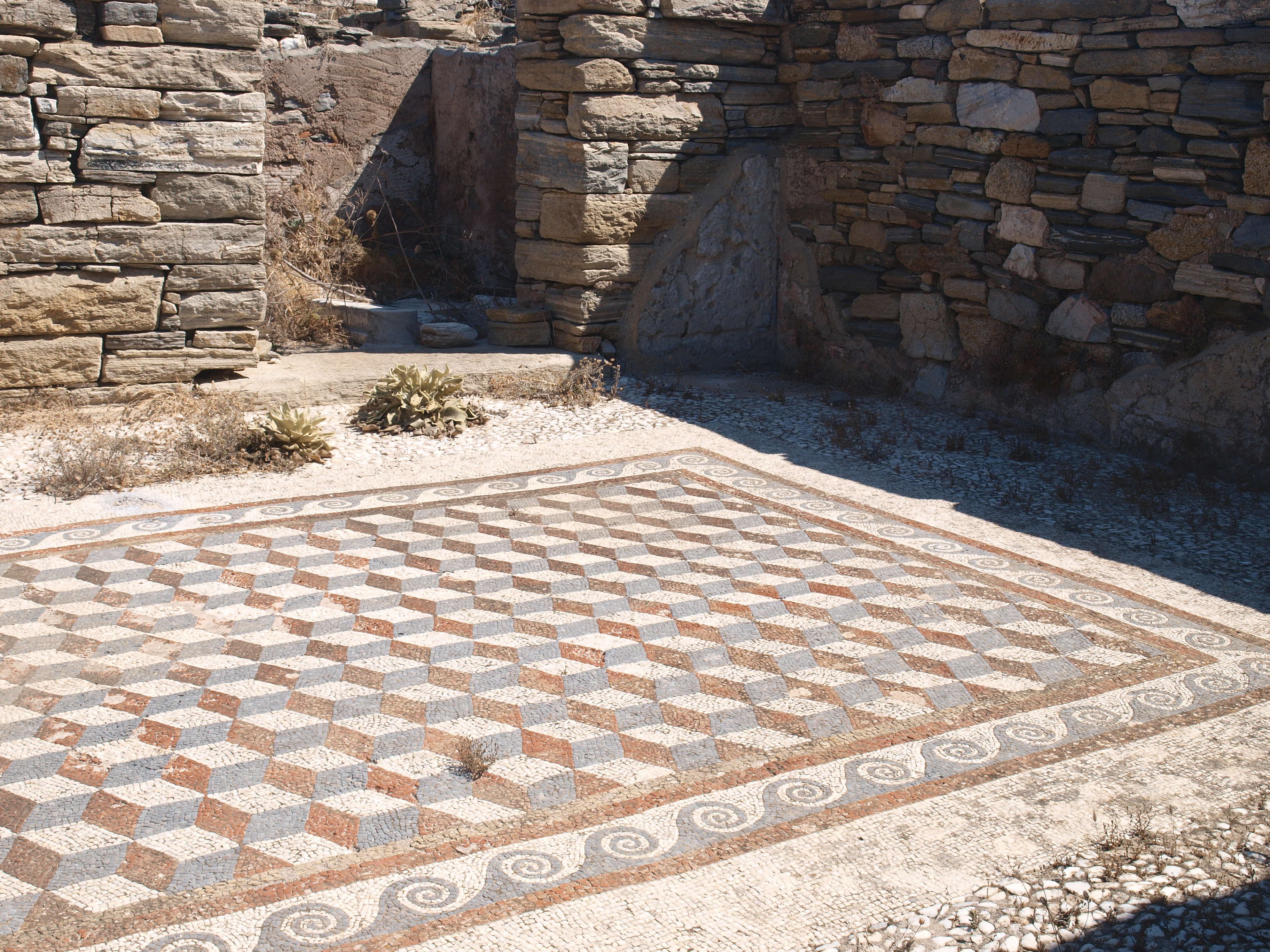
Un paviment de mosaic amb motius de cubs en una casa de l'illa de Delos

Encara que alguns dels mosaics es van trobar en santuaris religiosos i edificis públics, la majoria eren en edificis residencials i habitatges privats. La major part d'aquestes cases tenien una planta irregular, mentre que es va construir un segon gran grup d'habitatges amb un pati amb peristil central. Els mosaics senzills generalment estaven relegats a les zones de pas, mentre que les habitacions dedicades a la recepció de convidats presentaven mosaics decorats més ricament. Tanmateix, només 25 habitatges de Delos mostren mosaics fets amb opus tessellatum i tan sols vuit cases tenen motius amb l'estil de l'opus vermiculatum i escenes figuratives. L'àmplia majoria de terres decorats exhibeixen només dissenys geomètrics senzills. A les cases de l'antiga Delos és més comú l'ús de mosaics amb les tècniques de l'opus vermiculatum i l'opus tessellatum a les plantes superiors que a les inferiors. Els patis amb peristil central només mostren motius florals i geomètrics, amb l'excepció de la Casa de Dionís i la Casa dels Dofins.

### Patrons i motius

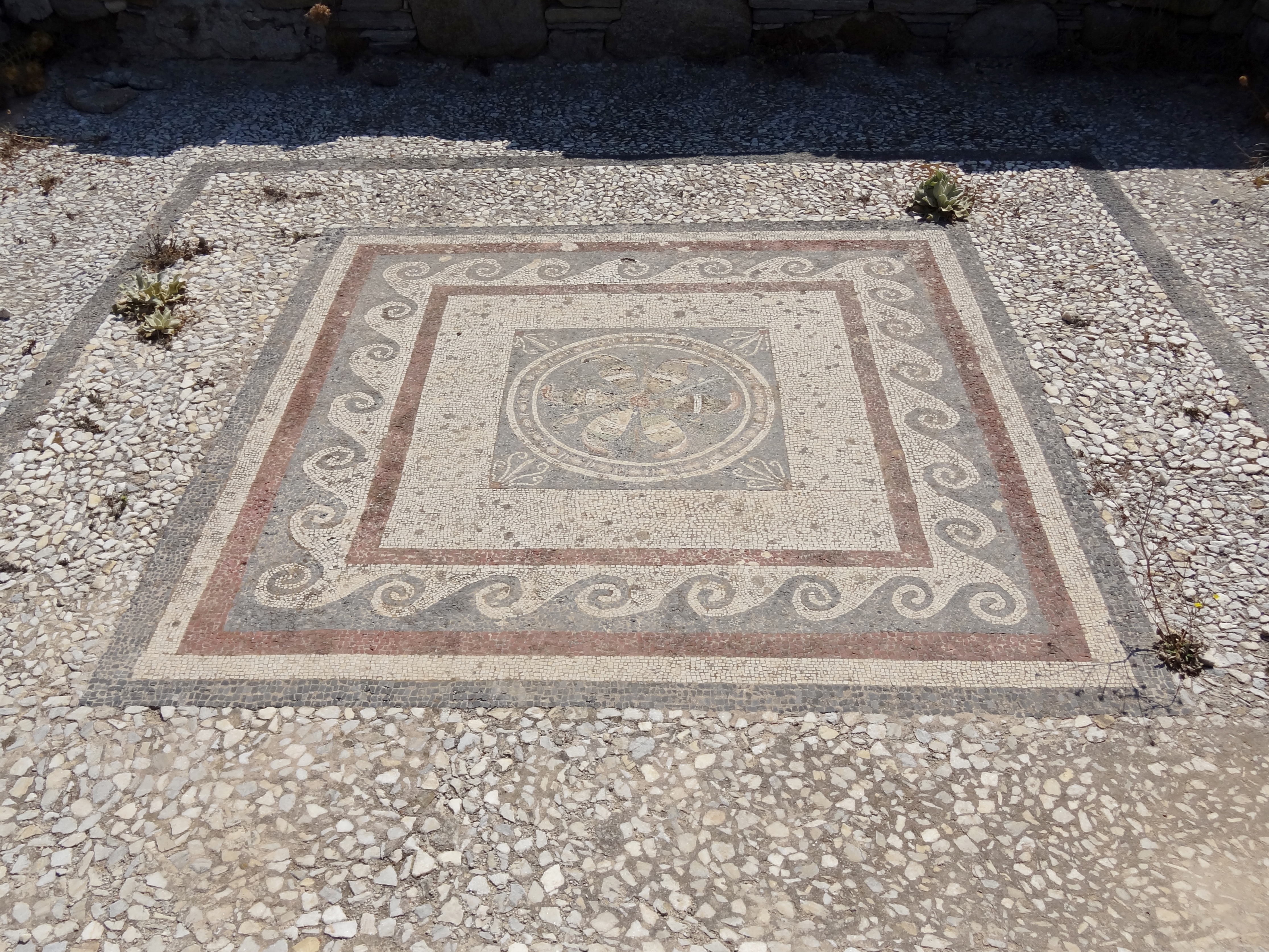
Un mosaic de Delos que mostra una roseta com a motiu central, rodejada per un patró d'onades simples

Entre els diversos patrons i motius trobats als mosaics de Delos destaca el diamant de tres colors, que crea una imatge tridimensional de cubs en perspectiva. Aquest patró apareix en quinze llocs diferents, i és un dels més comuns. Altres motius estan formats per onades i triangles esglaonats, mentre que els temes principals representen objectes i figures marítimes, teatrals, naturals o mitològiques. El patró de l'onada simple, un motiu freqüent en l'art hel·lenístic, és el tipus de patró més comú a les vores dels mosaics de Delos, i es pot trobar en altres llocs com Arsameia, si bé dibuixat en sentit contrari. El motiu de la roseta, que s'ha trobat en mosaics de diversos llocs hel·lenístics per tot el Mediterrani, a Delos sovint s'acompanya de franges perimetrals amb onades simples. El típic disseny de palmeta grega s'empra aquí per omplir els quatre costats al voltant de les quals apareix una roseta com a imatge central. En les escenes figuratives, la impressió d'un relleu tridimensional s'aconseguia generalment mitjançant l'ús de la policromia amb tonalitats blanques, negres, grogues, vermelles, blaves i verdes.
Els orígens de la composició, tècnica, disposició i estil dels mosaics de Delos es troben en els mosaics de còdols del segle v aC d'Olint, a la regió Calcídica del nord de Grècia, formats per un mosaic central sobre un paviment de ciment i un patró en forma de garlandes, greques o onades al voltant del motiu central o escena figurativa. Aquest disseny és semblant al dels mosaics de Pel·la, a Macedònia, del segle iv aC, encara que en aquest cas els mosaics de còdols fan servir una gamma de colors més àmplia per crear un efecte de volum. La transició dels mosaics de còdols a altres de més complexos i tessel·lats potser es va originar a la Sicília grega durant el segle iii aC, desenvolupats en llocs com Morgàntia o Siracusa. Igual que a Olint, els mosaics de Morgàntia fan servir patrons de garlandes, onades i greques, malgrat que aquestes últimes es van fer amb perspectiva.

### Orígens culturals i ètnics
Tots els motius dels paviments de Delos tenen un origen típicament hel·lenístic, amb l'excepció de la dea punicofenícia Tanit, malgrat que els morters emprats en alguns paviments de tessel·les revelen una influència italiana. Els tres principals grups ètnics de l'illa eren el poble grec (majoritàriament d'origen atenenc), els sirianofenicis i els italoromans. Tanmateix, és molt probable que molts d'aquests últims fossin italiotes, és a dir, grecoparlants nadius de la Magna Grècia, a l'actual sud d'Itàlia. Els habitants de Delos d'origen grec, italià i sirià tenien mosaics a les seves cases particulars, però Vincent J. Bruno afirma que «els dissenys de les seves obres bevien de les tradicions artístiques gregues».

## Rellevància

### Persistència de l'art del mosaic hel·lenístic
L'arqueòleg francès François Chamoux considerava els mosaics de Delos cota màxima de l'art del mosaic de l'antiga Grècia, amb tessel·les que creaven escenes molt detallades i plenes de color. Aquest estil hel·lenístic de mosaic va continuar fins a l'antiguitat tardana i podria haver influït en l'àmplia difusió del mosaic a Occident durant l'edat mitjana. Birgit Tang, en el seu estudi sobre els habitatges i obres d'art dels nuclis comercials del Mediterrani, va fer una anàlisi de tres jaciments arqueològics: Delos al mar Egeu, Cartago a l'actual Tunísia i Empòrion, l'actual Empúries a Catalunya, que va ser una colònia grega. La raó per la tria d'aquests tres llocs en concret per la seva investigació i comparació va ser el seu estatus com a grans nexe del comerç marítim, així com les seves ruïnes de cases en un estat de conservació relativament bo.
Ruth Westgate indica que al voltant de la meitat de tots els mosaics tessel·lats del període hel·lenístic coneguts són a Delos. Segons la seva estimació, els llocs de Delos, Morgàntia i Solunt a Sicília contenen la major quantitat de restes de mosaics grecs hel·lenístics. Kharíklia Brekulaki assegura que els mosaics de Delos representen la principal col·lecció de mosaics grecs. També afirma que únicament la capital macedònia de Pel·la té una quantitat similar de cases privades (o residències reials) que estan decorades amb pintures murals elaborades, mosaics firmats i escultures de marbre. Katherine M. D. Dunbabin manifesta que, malgrat que s'han trobat molts mosaics hel·lenístics a la Grècia continental, Àsia Menor i el nord-est d'Àfrica (és a dir, a Cirene), és al lloc de Delos on apareixen només en «prou quantitat com per permetre conclusions generals sobre el seu ús i naturalesa».

### Comparació amb la Pompeia romana
Hetty Joyce, en la seva anàlisi comparativa de l'art del mosaic al món grecoromà, va triar els mosaics de Delos i de la Pompeia romana com a principals mostres representatives per determinar les diferències en la forma, funció i tècniques de producció entre els mosaics de l'Orient grec i l'Occident llatí. El seu raonament per la selecció d'aquests dos exemples van ser la bona conservació dels paviments, la datació inequívoca de les mostres de finals del segle ii aC i principis del segle i aC, i una quantitat suficient de literatura acadèmica dedicada a cadascun dels llocs per poder comparar-se, gràcies a l'àmplia documentació dels mosaics de Delos per Bruneau.
Ruth Westgate, al seu sondeig i estudi comparatiu dels mosaics grecs hel·lenístics de Pompeia, conclou que els mosaics romans, datats del primer estil pompeià de pintura mural de finals del segle ii aC i principis del segle i aC, provenien de la tradició grega. No obstant això, recalca que els mosaics pompeians es desmarquen dels seus equivalents grecs per presentar gairebé exclusivament escenes figuratives en lloc de dissenys abstractes, que destaquen sobre un paviment llis fet molt probablement per artesans locals i produït de manera separada dels panells figuratius, aquests últims potser elaborats per artistes grecs i pagats per mecenes romans.
A causa de les semblances entre les pintures murals hel·lenístiques a Delos i el primer estil pompeià, Joyce sosté que les diferències entre els dos mosaics són el producte deliberat d'una preferència artística, més que el resultat de la ignorància de les tradicions foranes. Aquestes diferències inclouen l'ús estès d'opus signinum a Pompeia, amb només quatre exemples coneguts a Delos; l'ús d'opus sectile a Pompeia i la seva absència total a Delos; i l'ús prevalent de patrons policroms i dissenys figuratius tridimensionals als mosaics de Delos davant dels elements bidimensionals de Pompeia, on s'empren dos colors com a màxim. Els mosaics figuratius complexos tridimensionals, en els quals les imatges apareixen policromades per aconseguir l'efecte del clarobscur, no es van produir a Pompeia fins al segon estil pompeià de pintura mural (80 aC-20 aC), i es consideren una assimilació del corrent artístic hel·lenístic. Mentre que es van fer servir tires de plom als mosaics hel·lenístics de Delos, Atenes i Pel·la a Grècia, Pèrgam (Turquia), Callatis (Romania), Alexandria (Egipte) i Quersonès (Crimea), aquestes no apareixen als mosaics del Mediterrani occidental de Malta, Sicília i la península itàlica. Westgate afirma que els mosaics hel·lenístics es poden classificar en dues grans categories: els occidentals i els orientals, basant-se en el seu estil únic i la seva tècnica de producció.

### Relació amb altres disciplines de l'art de l'antiga Grècia
| Fragments de pintures mural de Delos, c. 100 aC |  | Fragments de pintures mural de Delos, c. 100 aC |
| Fragments de pintures mural de Delos, c. 100 aC |  |                                                 |

La ceràmica de figures vermelles ja no es produïa a l'època en què es van realitzar els mosaics de Delos. Aquesta tècnica de fons negre encara era apreciada als mosaics macedonis de còdols de Pel·la del segle iv aC, tals com els mosaics de tessel·les de figures blanques que representaven tritons. El mètode del fons negre fou emprat per última vegada en l'art del vidre, en particular als vidres camafeus de vidre romà, amb exemples com el Vas de Portland, la gemma augustea o el gran camafeu de França.
El motiu de les garlandes ondulades sobre un fons fosc de les pintures murals ja havia aparegut abans en diverses obres gregues que anaven des de vasos fins als mosaics macedonis de Pel·la del segle iv aC, en particular, al Mosaic de la caça del cérvol. Tanmateix, els pintors de Delos haurien inventat el seu propi catàleg decoratiu amb la combinació d'aquests elements antics amb un color més naturalista. El Mosaic de la caça del cérvol i altres obres es van inspirar no sols en el fons negre, sinó també en la idea de simulació tridimensional que tenia la pintura grega. A Delos, les pintures i mosaics van heretar els mateixos estàndards grecs clàssics d'artesania, il·luminació, ombrejat i color. Els escultors, pintors i artesans del mosaic podrien haver format part del mateix sistema de mecenatge, que en algunes ocasions podria haver necessitat importar artistes estrangers.

## Habitatges i barris

Plànol general de Delos. La zona B constitueix el barri del Llac Sagrat i la zona C és el barri del Teatre. Es poden distingir les següents cases amb els seus respectius nombres: 31-Casa del Llac; 38-Casa de Dionís; 39-Casa del Trident; 40-Casa de les Màscares; 41-Casa dels Dofins

### Mosaics del barri nord
Al barri nord de Delos, el barri dels joiers, es van descobrir estructures antigues tals com tallers i altres restes arqueològiques que daten del segle iii aC i principis del segle ii aC. Cap a la segona meitat del segle ii aC es van reemplaçar per habitatges privats construïts a la manera tradicional de Delos: una planta rectangular i estreta amb un pati central, un vestíbul o habitació de servei al davant i una altra estança principal a la part posterior. El barri de la Casa de les Màscares és l'única zona de Delos que no té aquesta distribució arquetípica. Algunes cases del barri nord presenten mosaics amb escenes mitològiques com el Licurg de Tràcia i les Híades, trobat a la planta superior d'un habitatge, o el mosaic d'Atena i Hermes al costat d'una dona asseguda, trobat en una sala principal.

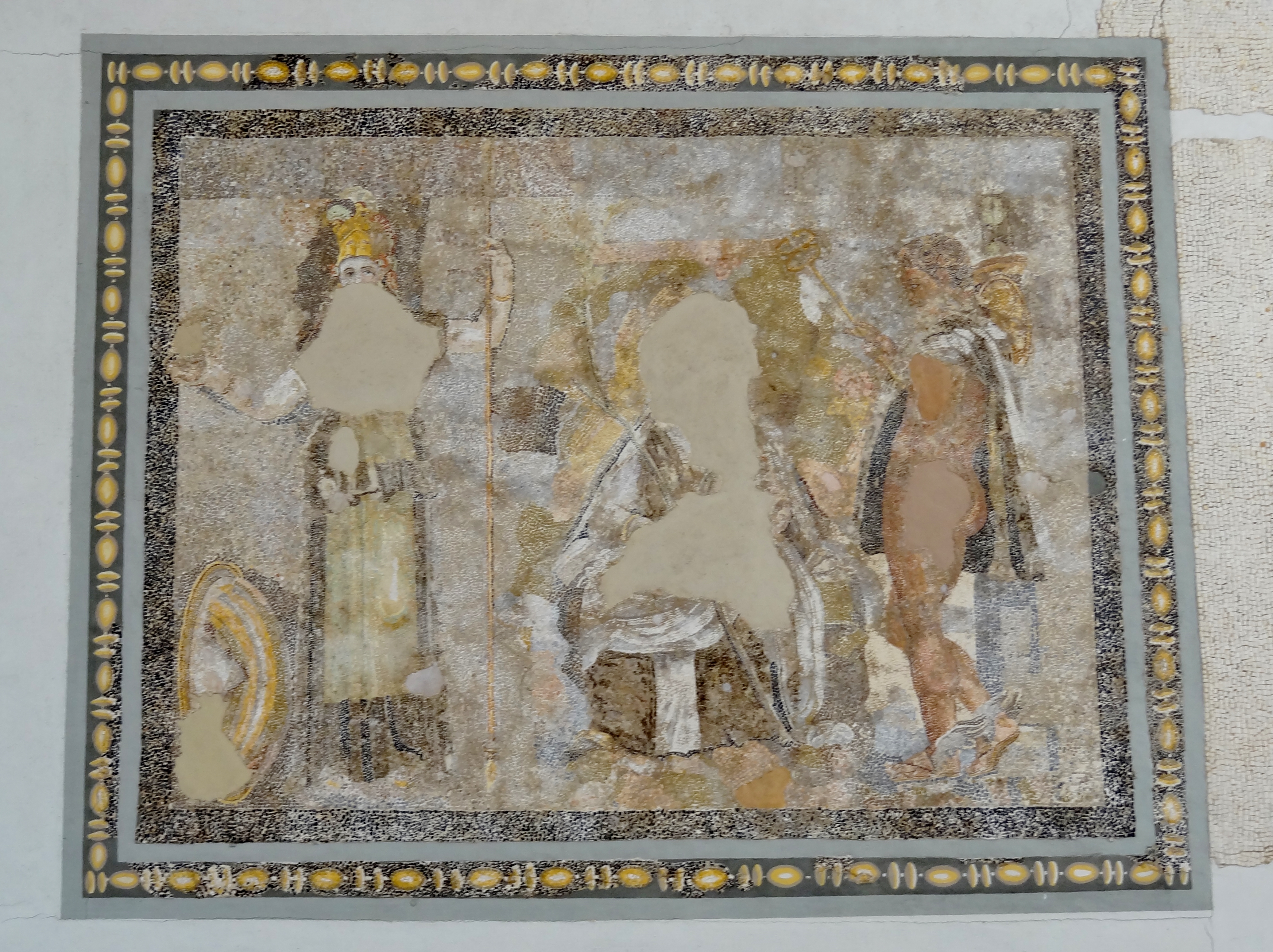
Detall de la part central d'un mosaic del barri dels Joiers que representa Hermes i Atena, segle ii aC
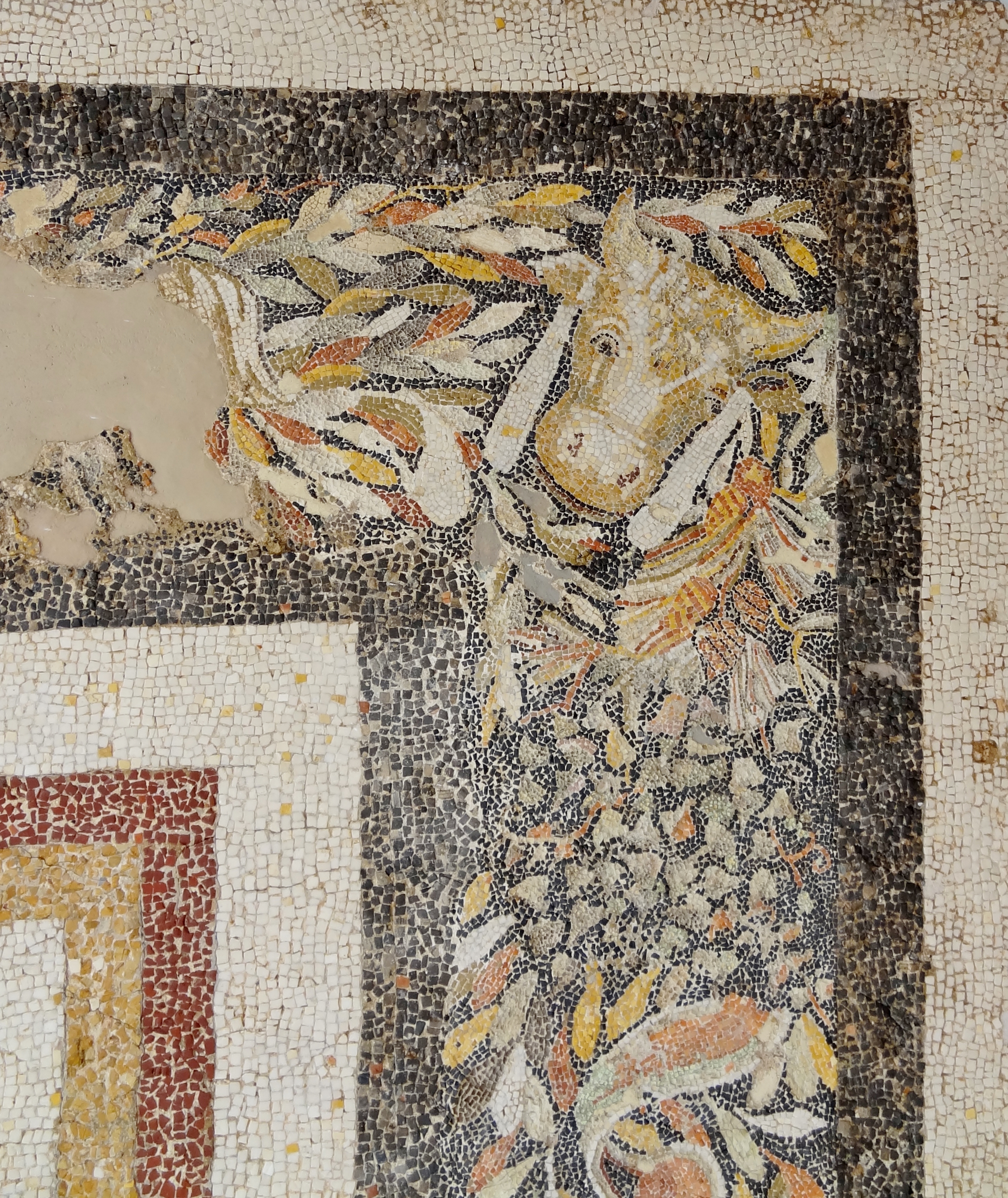
Detall d'un mosaic del barri dels Joiers de Delos on es mostra un cap de toro amb decoració vegetal
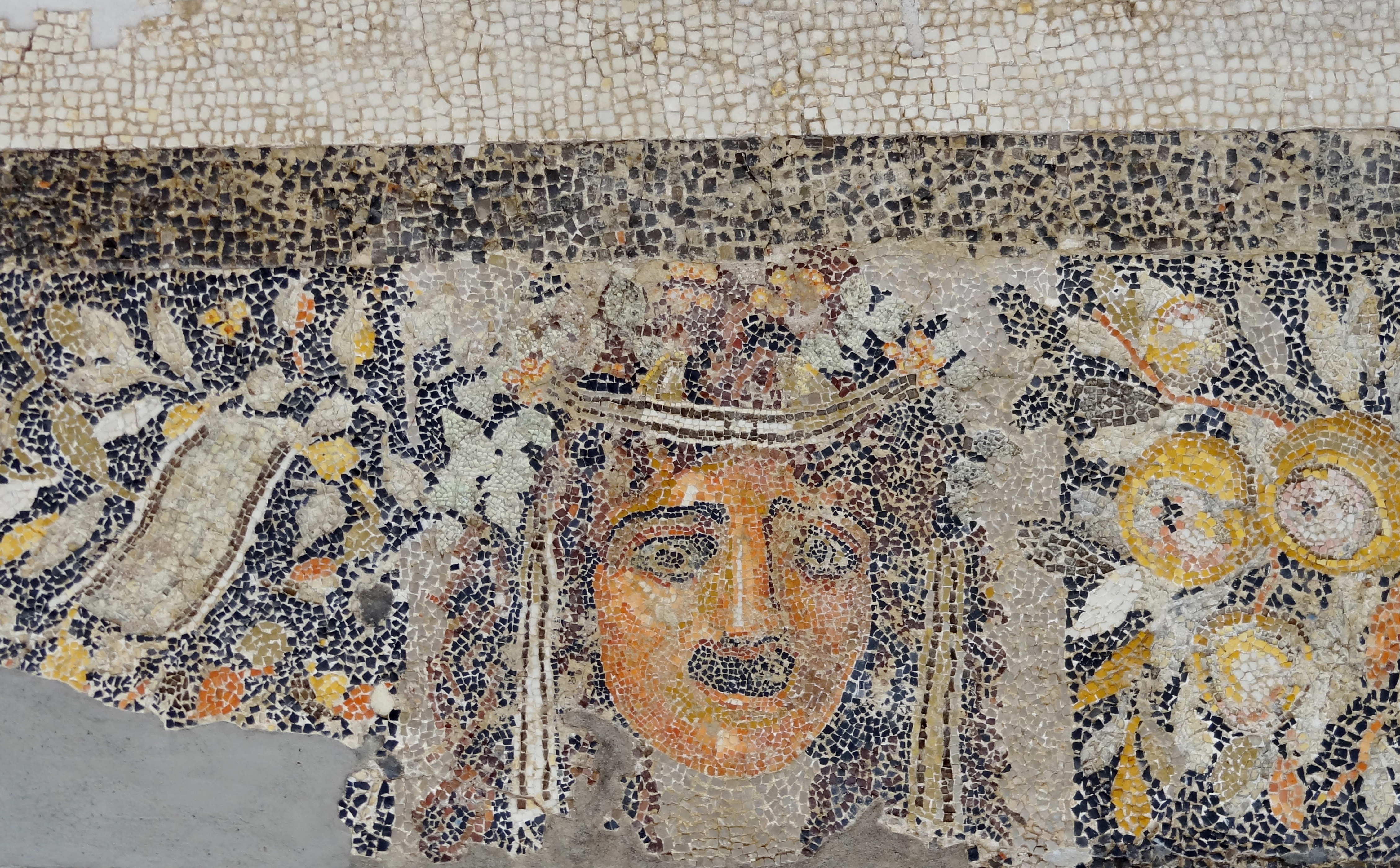
Detall d'un mosaic del barri dels Joiers de Delos que exhibeix una màscara de teatre
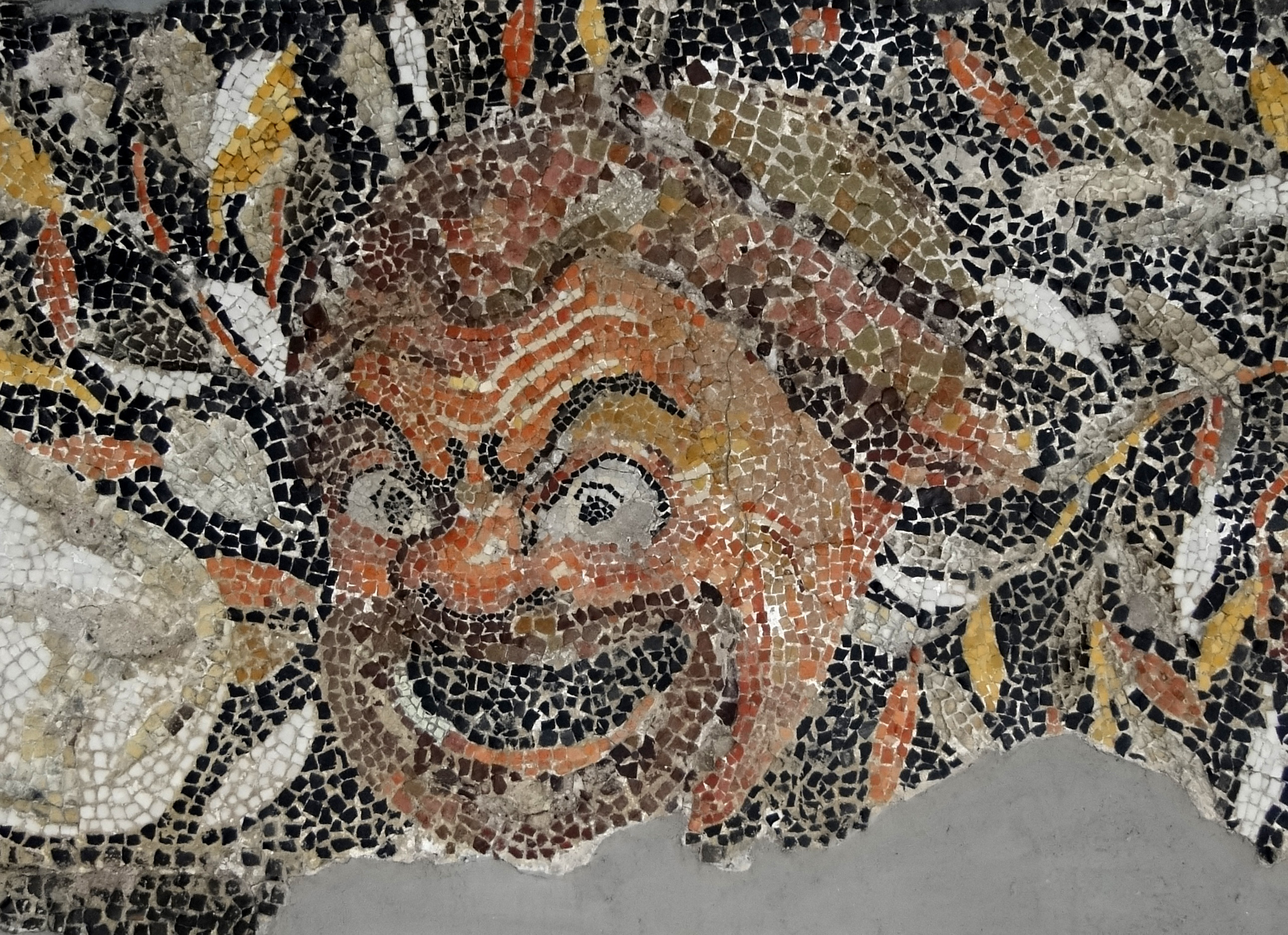
Detall d'un mosaic del barri dels Joiers que mostra una màscara de teatre

### Mosaics del barri del Teatre
La majoria de les cases del populós barri del Teatre de Delos tenen una planta irregular, majoritàriament trapezoïdal, en oposició a altres dissenys quadrats o rectangulars. El traçat urbà estret i irregular és diferent al d'altres barris, on els carrers s'encreuen amb angles més o menys rectes. Igual que la majoria de cases de Delos, els habitatges del barri del Teatre presenten un pati obert sense pòrtics, en lloc d'una disposició amb un peristil amb columnes. Algunes de les cases manquen de decoració interior, així com de murals i mosaics, la qual cosa és inusual en els habitatges de Delos.

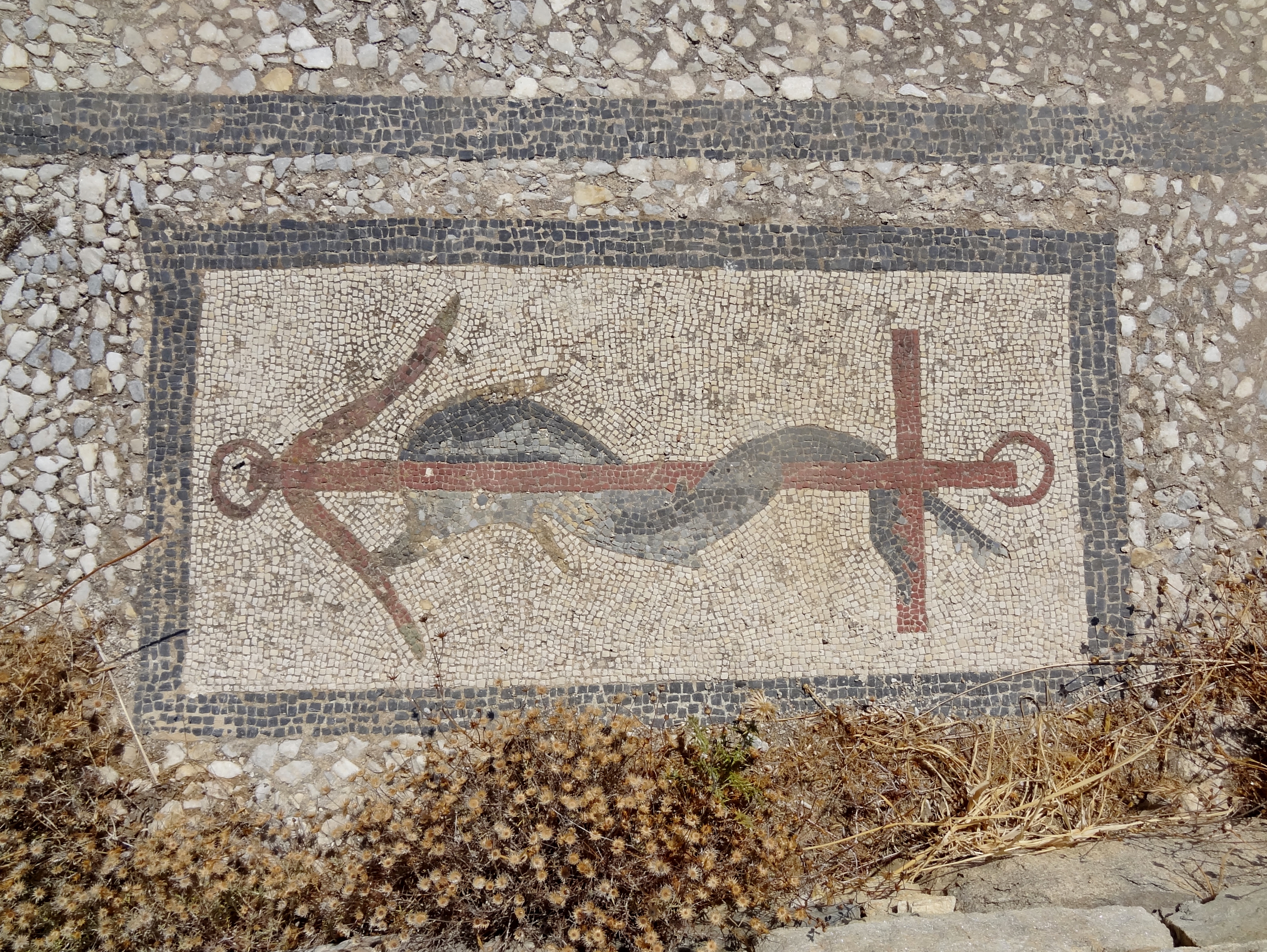
Mosaic amb un disseny de dofí i àncora
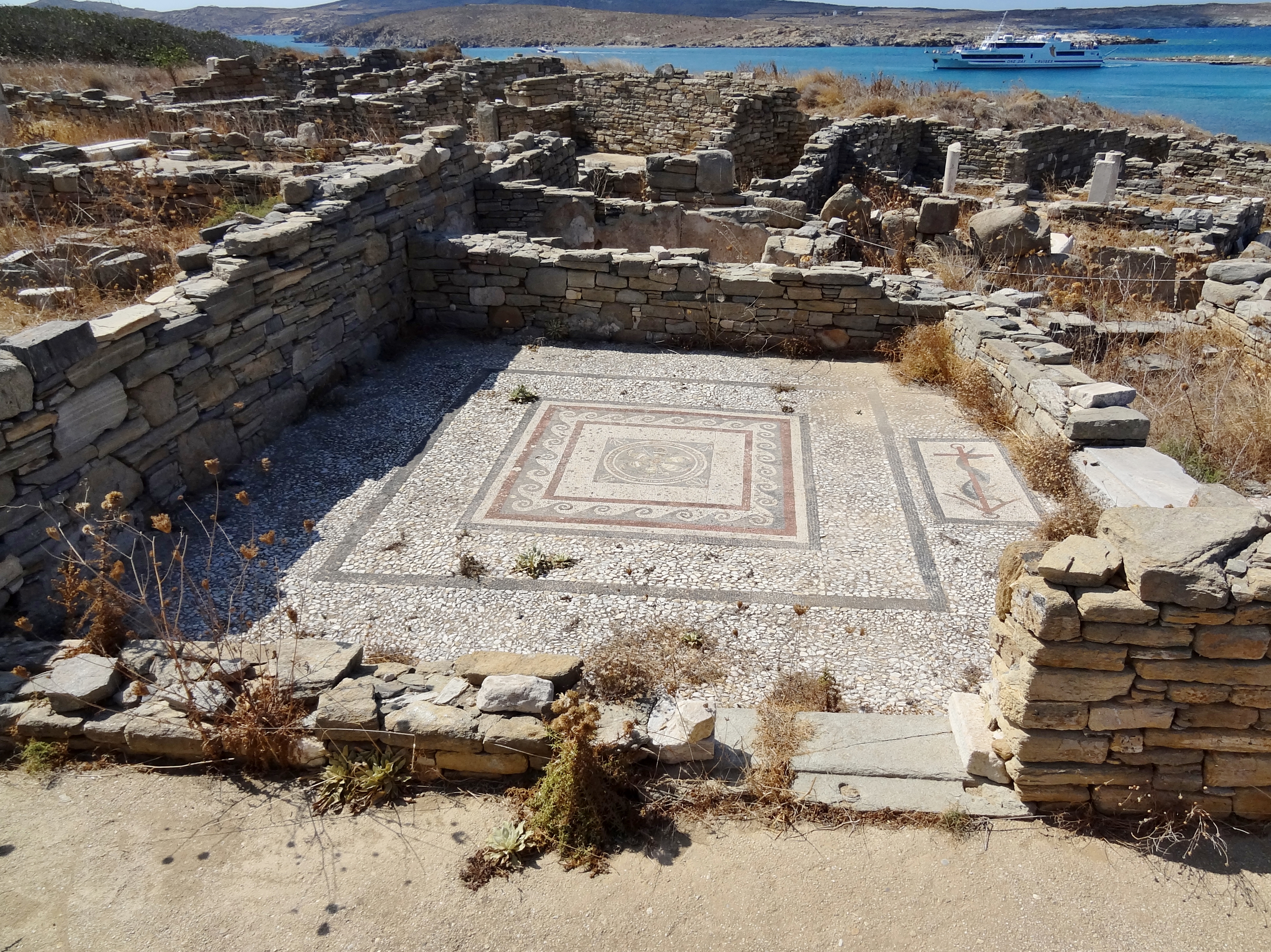
Les restes d'un habitatge amb un terra de mosaic
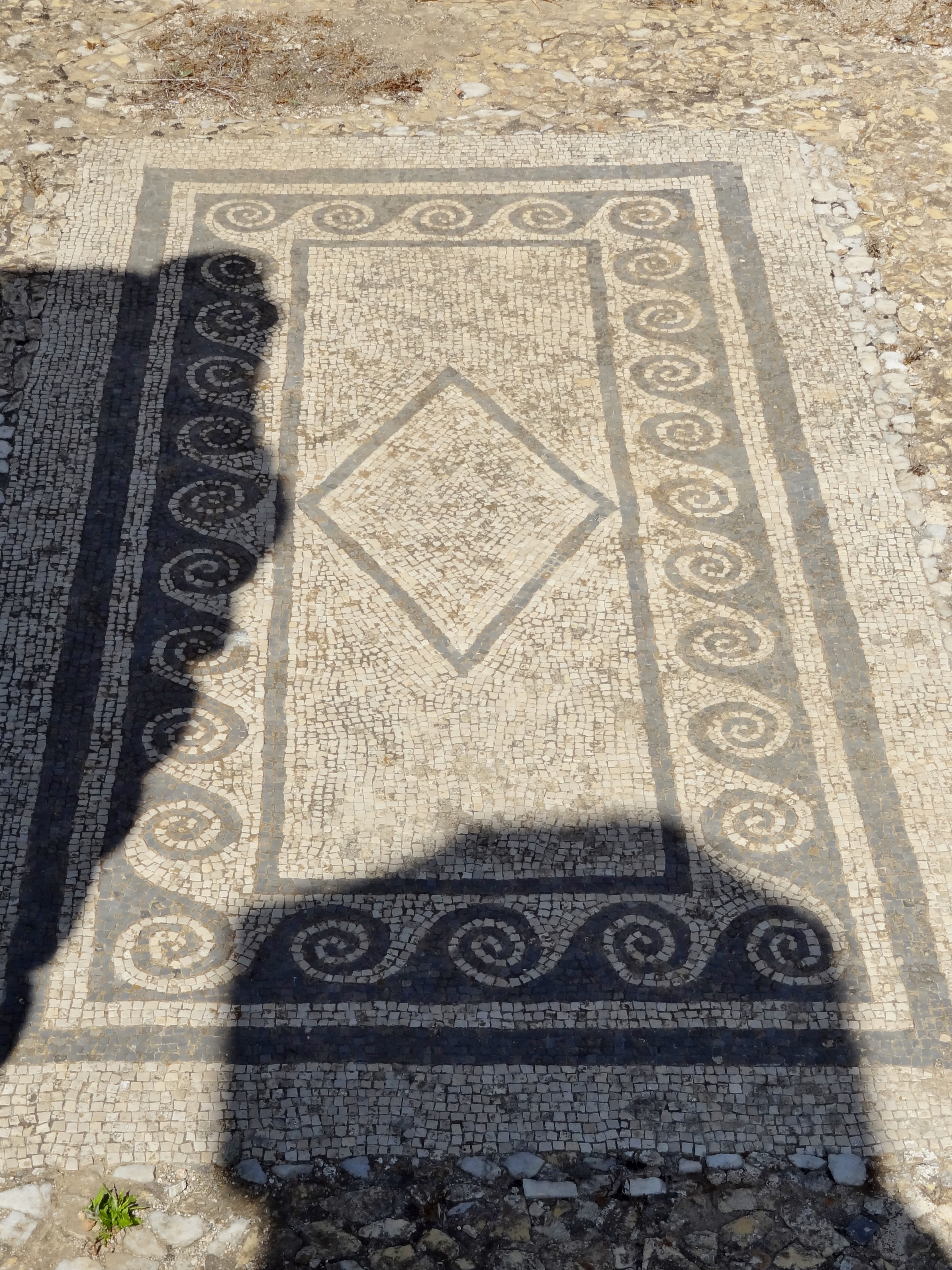
Mosaic amb una banda perimetral amb un disseny d'onades
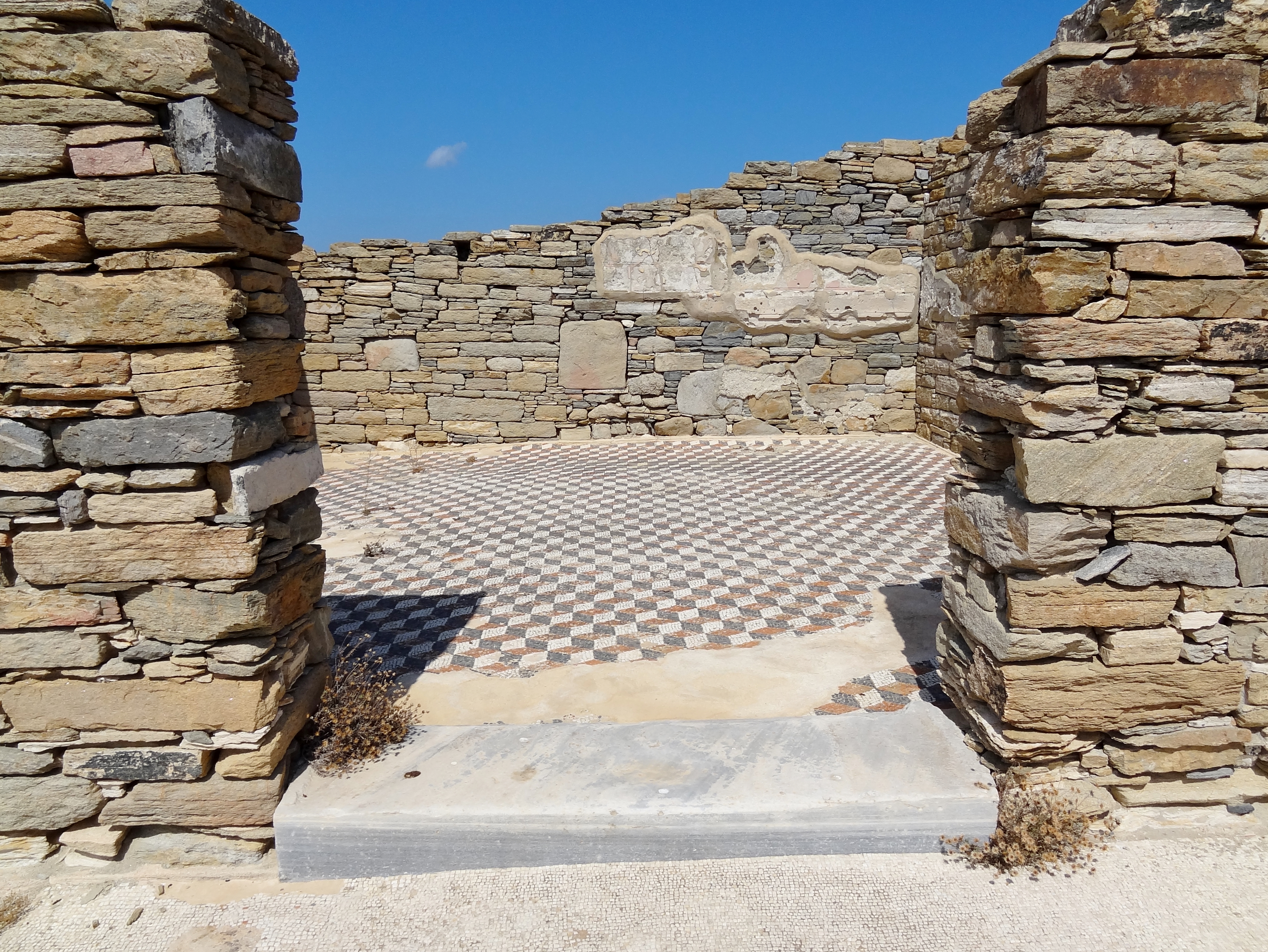
Terra de mosaic amb motius de cubs geomètrics a les ruïnes d'una casa

### Casa de Dionís
Segons Dunbabin, el mosaic de Dionís cavalcant sobre un tigre, trobat a la Casa de Dionís a Delos, és un dels millors exemples d'opus vermiculatum, comparable al Dionís cavalcant sobre un lleopard de la Casa de les Màscares. Podria també tractar-se d'un predecessor més senzill del mosaic realitzat amb còdols i localitzat a la capital macedònia de Pel·la. No obstant això, una diferència clau quant a la temàtica són les ales de Dionís, que suggereixen la seva reencarnació en un dèmon en lloc d'un déu. Les tessel·les, realitzades amb vidre, faiança, terracota i pedres naturals, es van tallar en peces que amb prou feines tenien un mil·límetre quadrat de superfície, la qual cosa va permetre la creació de detalls nítids i l'ús d'una àmplia gamma de colors.

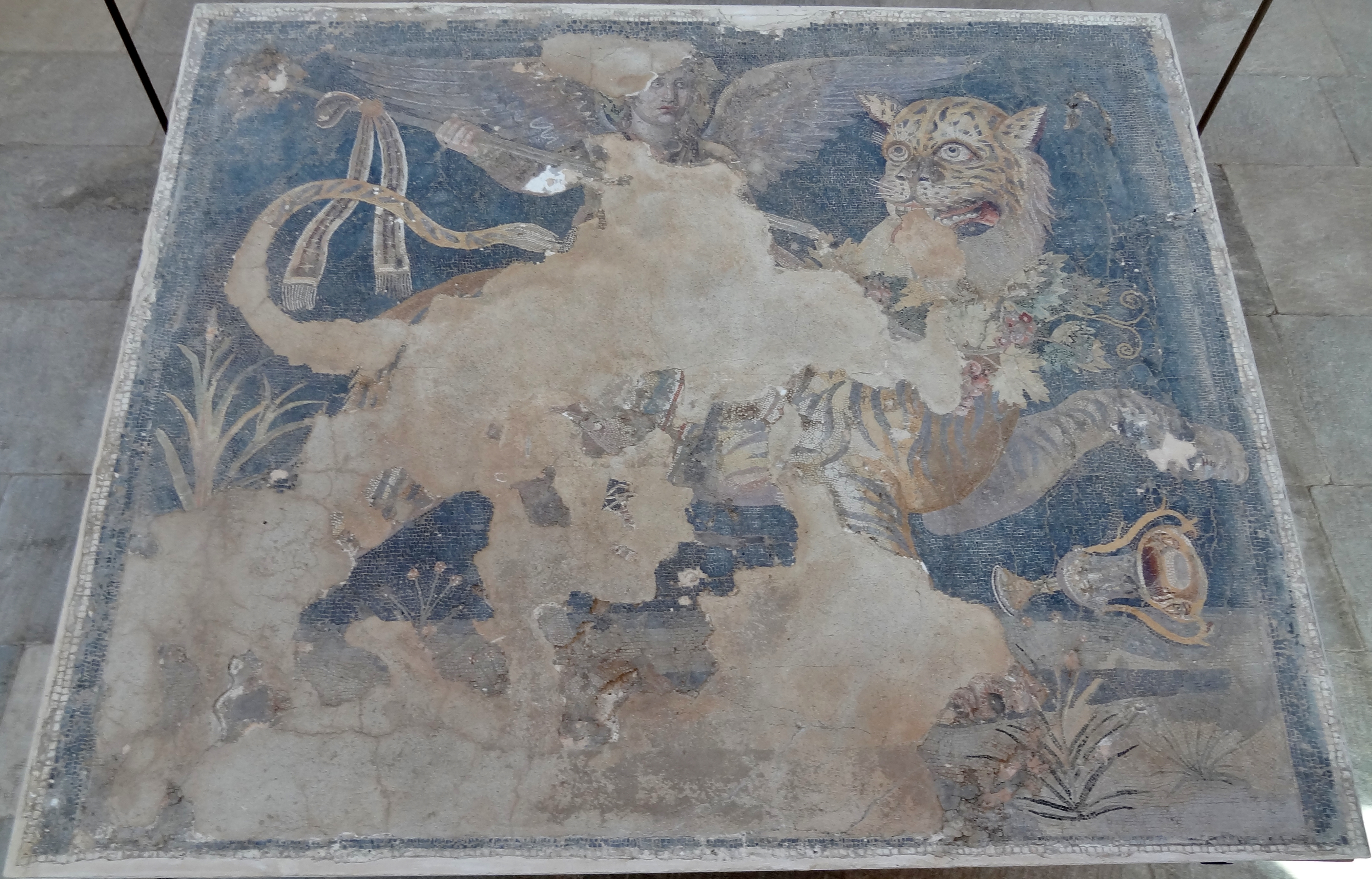
Dionís cavalcant sobre un tigre
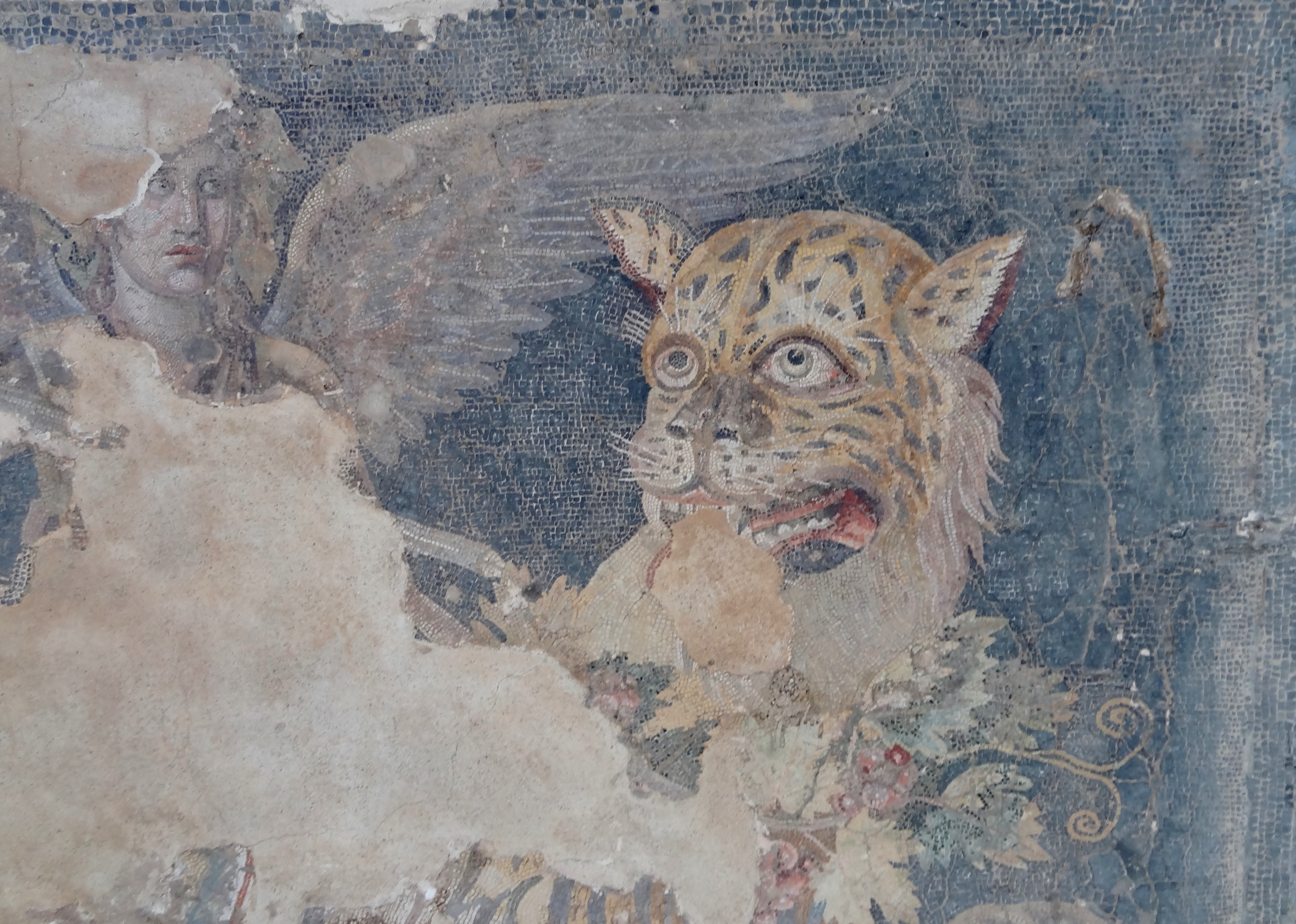
Detall del Dionís alat i el tigre
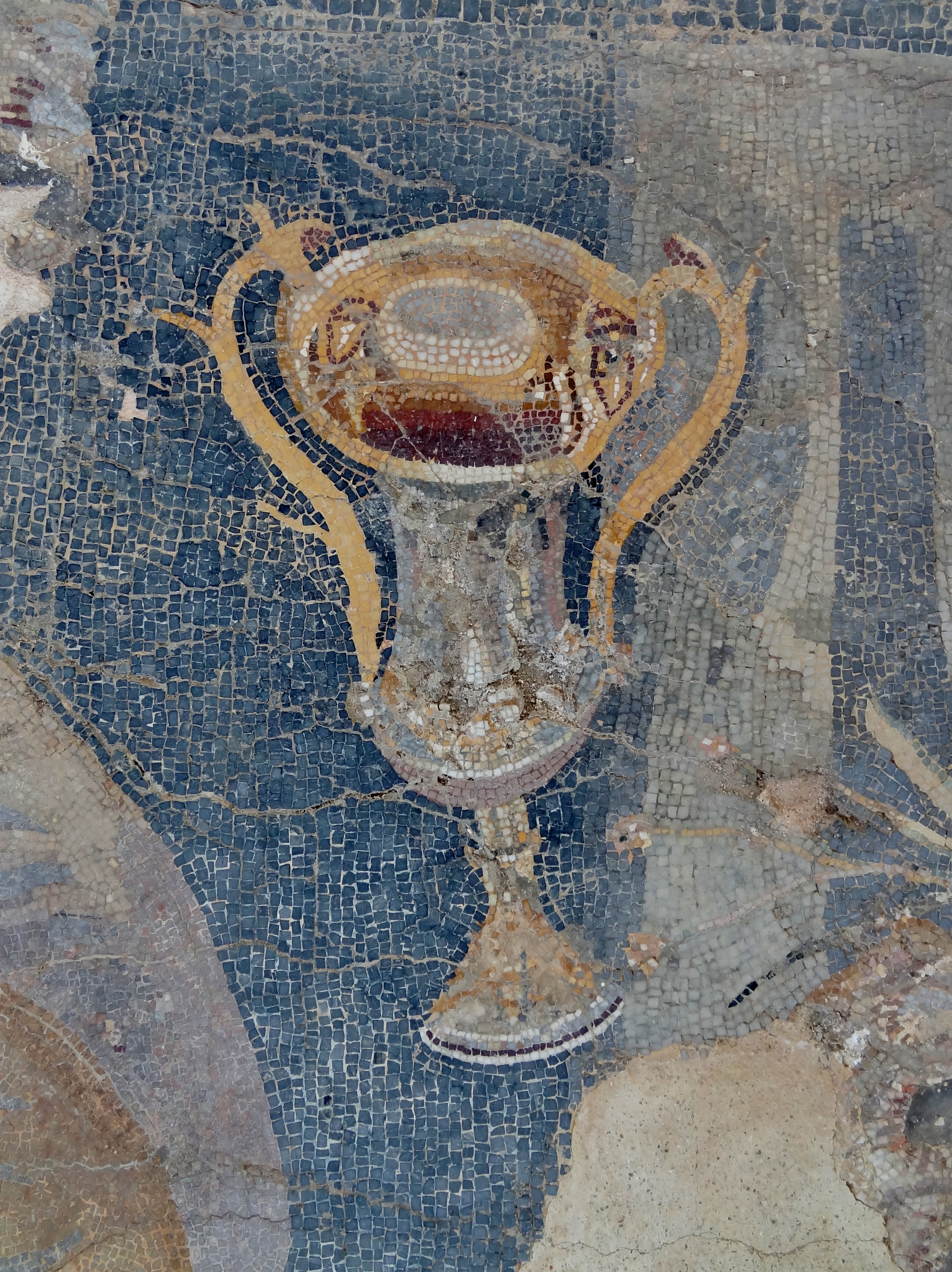
Detall d'un vas de vidre hel·lenístic del mosaic de Dionís cavalcant sobre un tigre
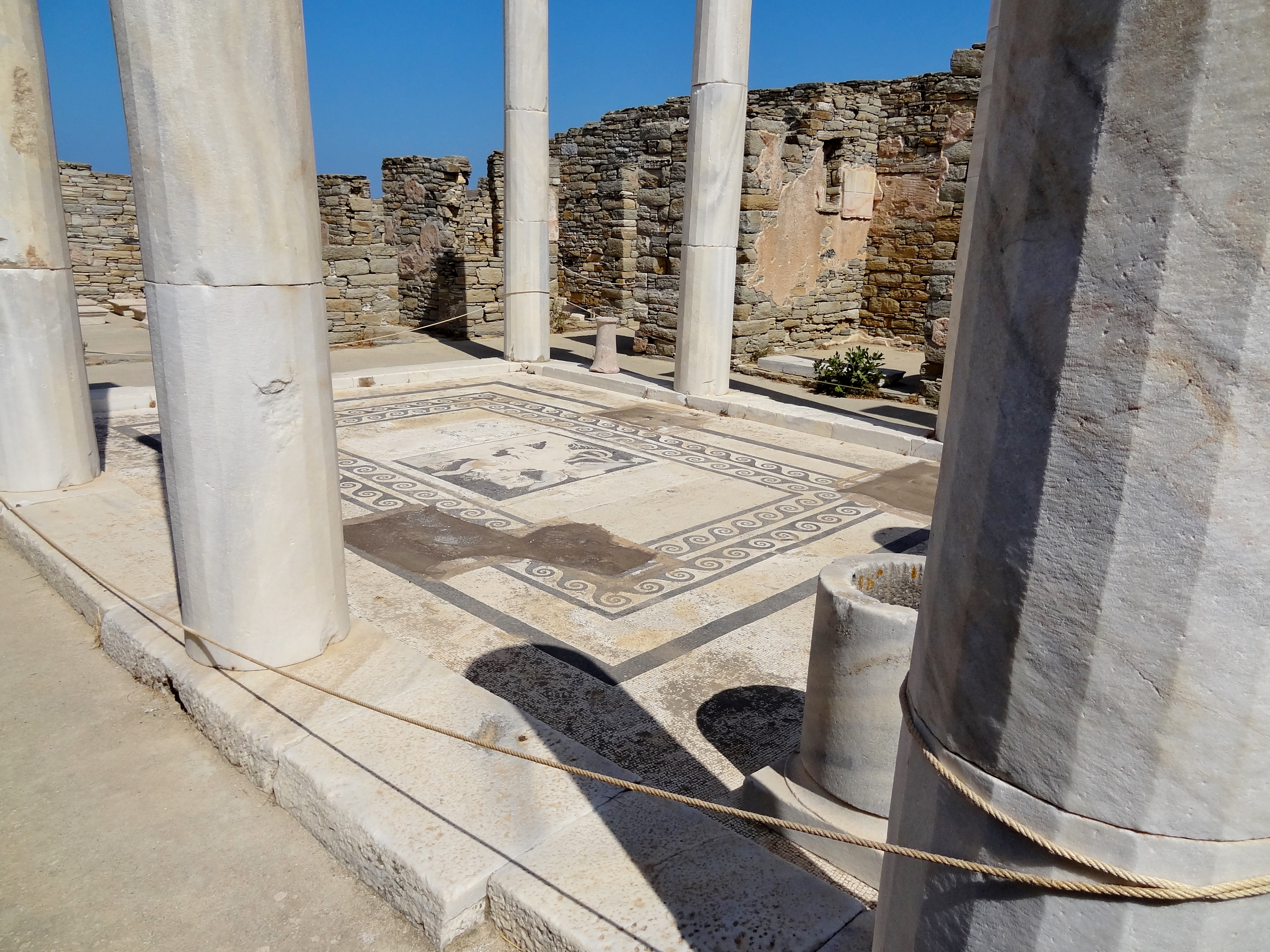
Paviment de mosaic al peristil de la Casa de Dionís

### Casa de les Màscares
La Casa de les Màscares va ser anomenada així per un mosaic seu, format per una superfície central amb un patró geomètric de cubs i decorat perimetralment amb una tira on es representaven unes volutes d'heura amb motius de màscares de teatre. Els mosaics més elaborats es van trobar en quatre habitacions diferents, a les quals s'accedia des del pati del peristil, pavimentat amb costats de marbre, a través d'uns passadissos els mosaics dels quals es van realitzar amb fragments d'àmfores. Al centre d'un dels mosaics apareix la figura de Dionís cavalcant sobre un lleopard, amb un fons negre similar al mosaic de la Casa de Dionís. Un altre mosaic central representa un flautista i una figura dansant, que podria ser Silè. La tècnica de l'opus vermiculatum només es va fer servir per a la figura de Dionís. Els altres mosaics de la casa no aconsegueixen el naturalisme dels motius i escenes figuratives més detallats, encara que mostren un intent d'imitació mitjançant la tècnica de la tessel·lació.

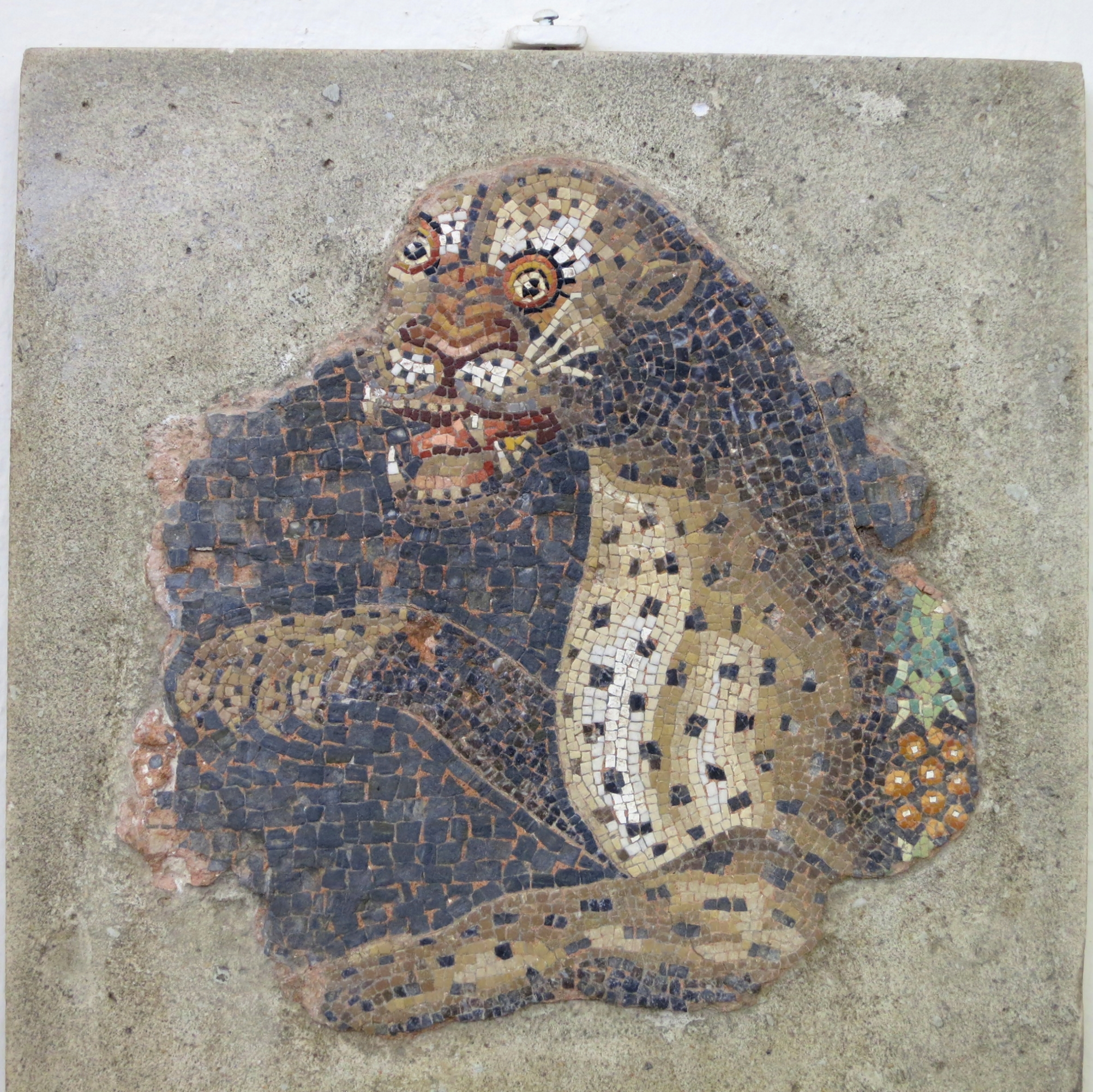
Un petit mosaic d'un lleopard de la Casa de les Màscares de Delos, aproximadament 100 aC
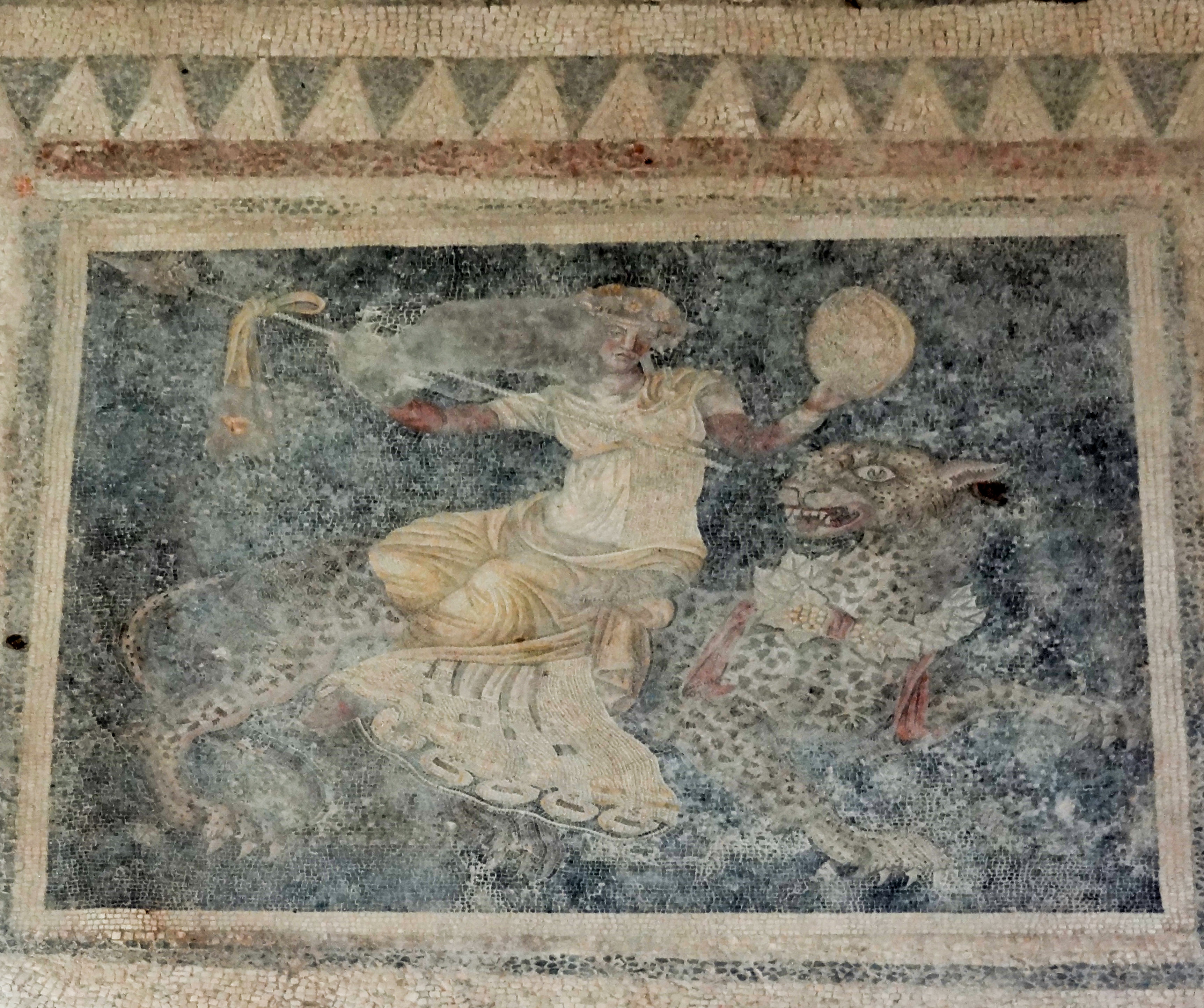
Dionís muntat sobre una criatura felina
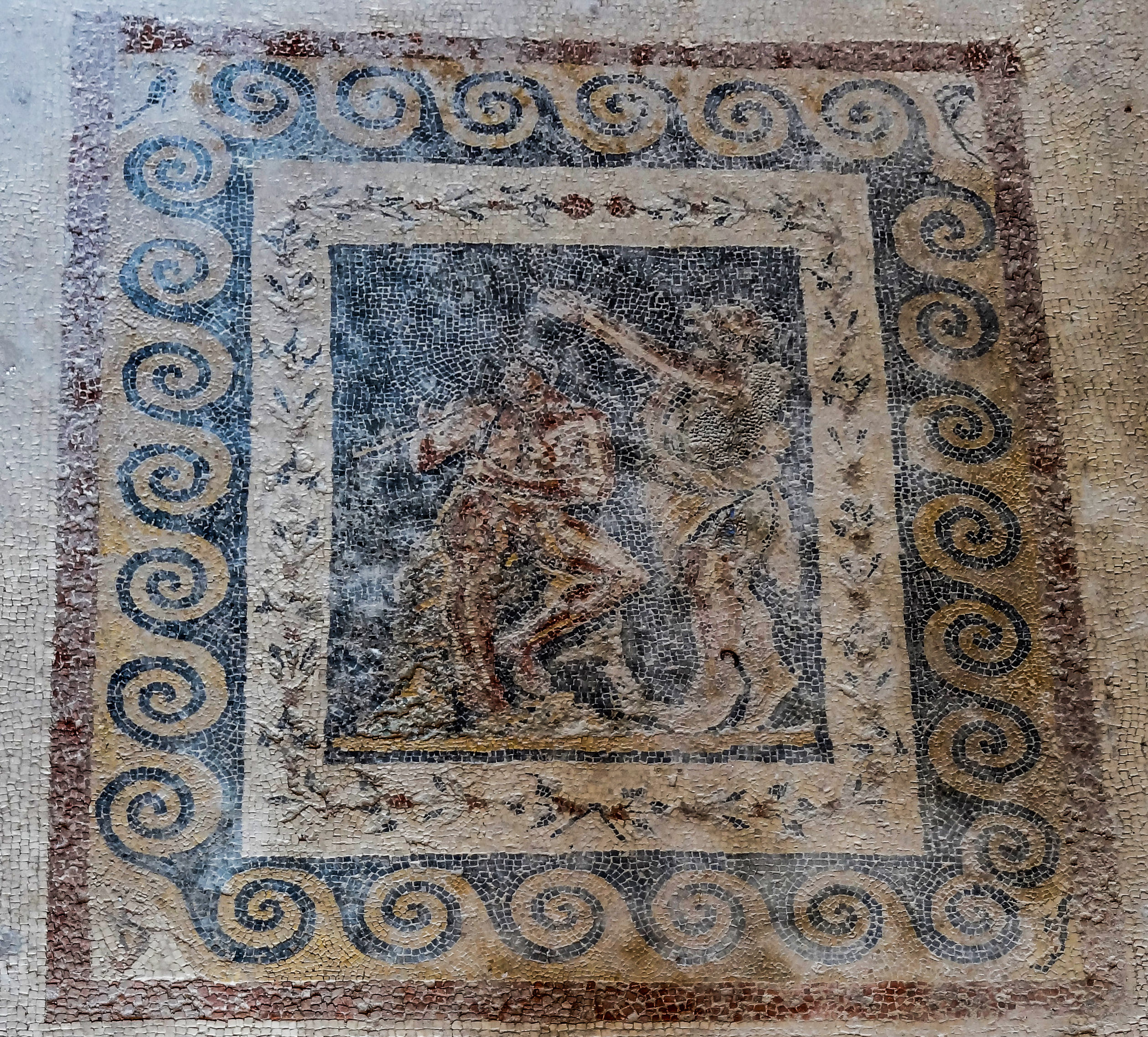
Una figura vestida de seda ballant al so d'un flautista
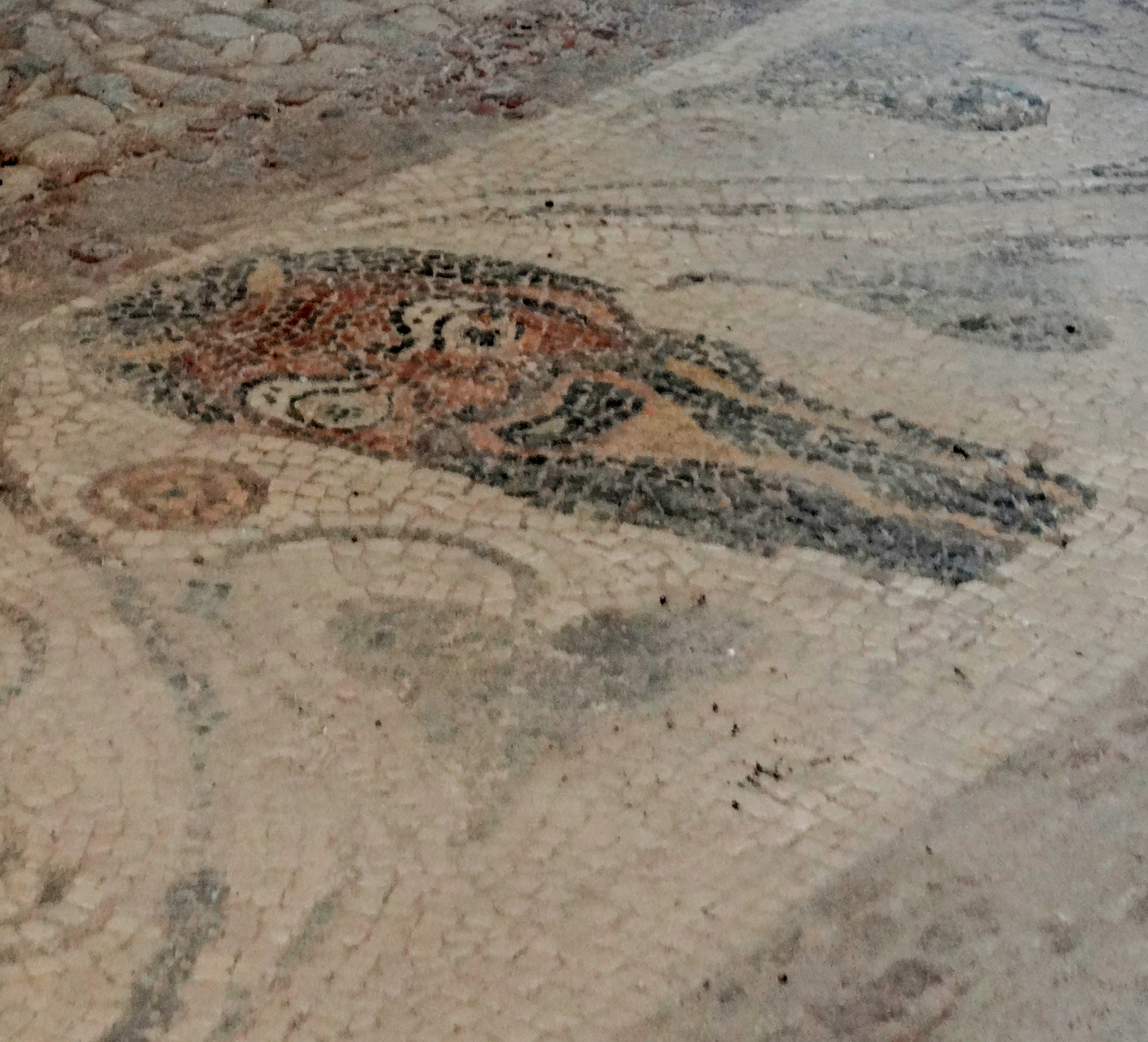
Mosaic d'una màscara de teatre
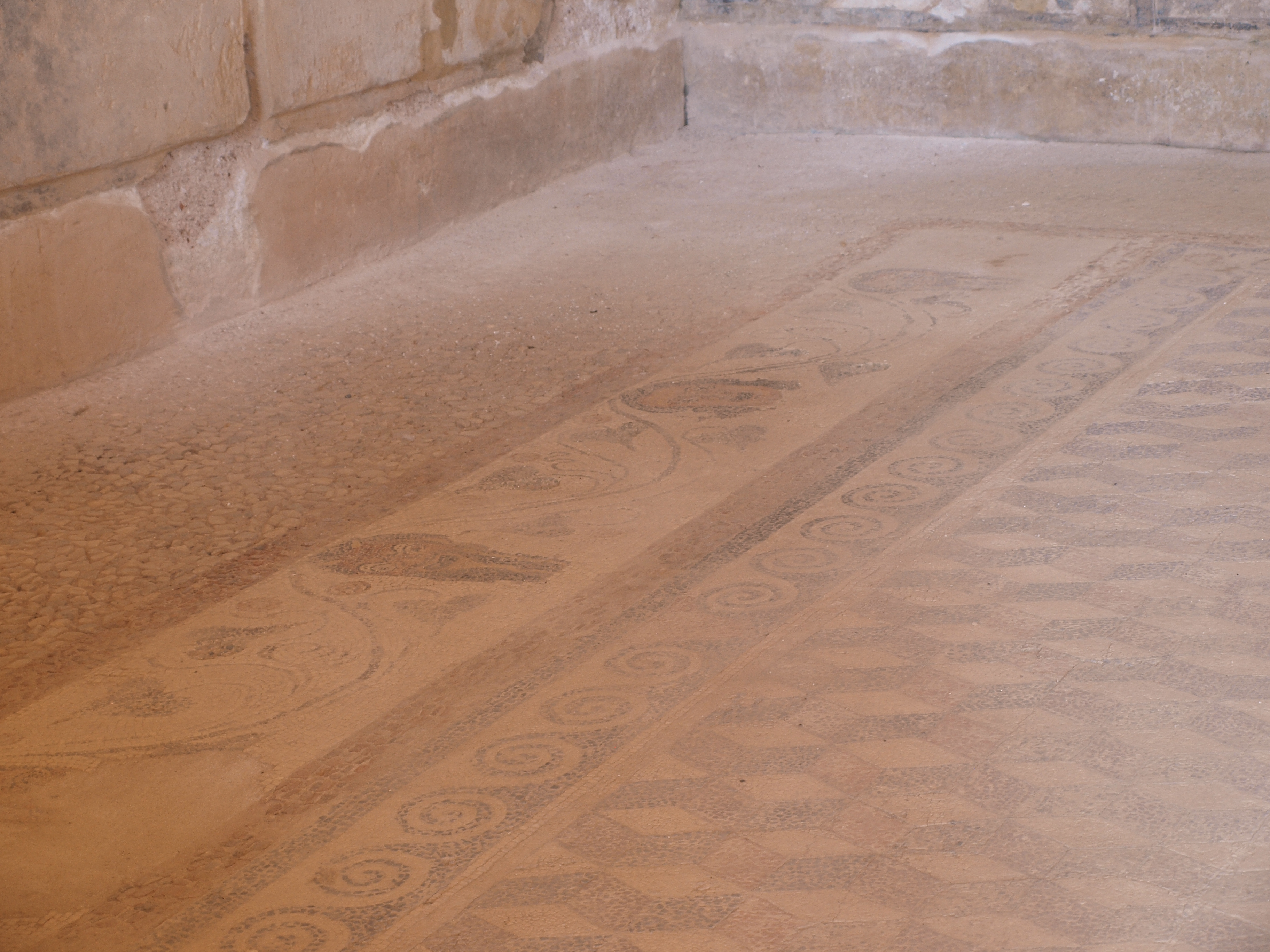
Detall del mosaic geomètric de cubs amb la tira perimetral de volutes d'heura i màscares de teatre

### Casa dels Dofins
La Casa dels Dofins té un paviment de mosaic al peristil que és poc habitual a Delos, format per un cercle inscrit en un contorn quadrat. A cada cantonada del quadrat hi ha un parell de dofins sobre els quals cavalquen unes petites figures alades que subjecten els emblemes de diverses deïtats gregues, en concret un tirs, un caduceu, un trident i un altre objecte que manca a causa dels danys soferts pel mosaic. El cercle conté una roseta central envoltada per garlandes de flors i grius. El mosaic, signat per Asclepíades d'Arados (a l'antiga Fenícia, actualment a l'oest de Síria), és un dels dos únics exemples de Delos que contenen la signatura de l'artista original.

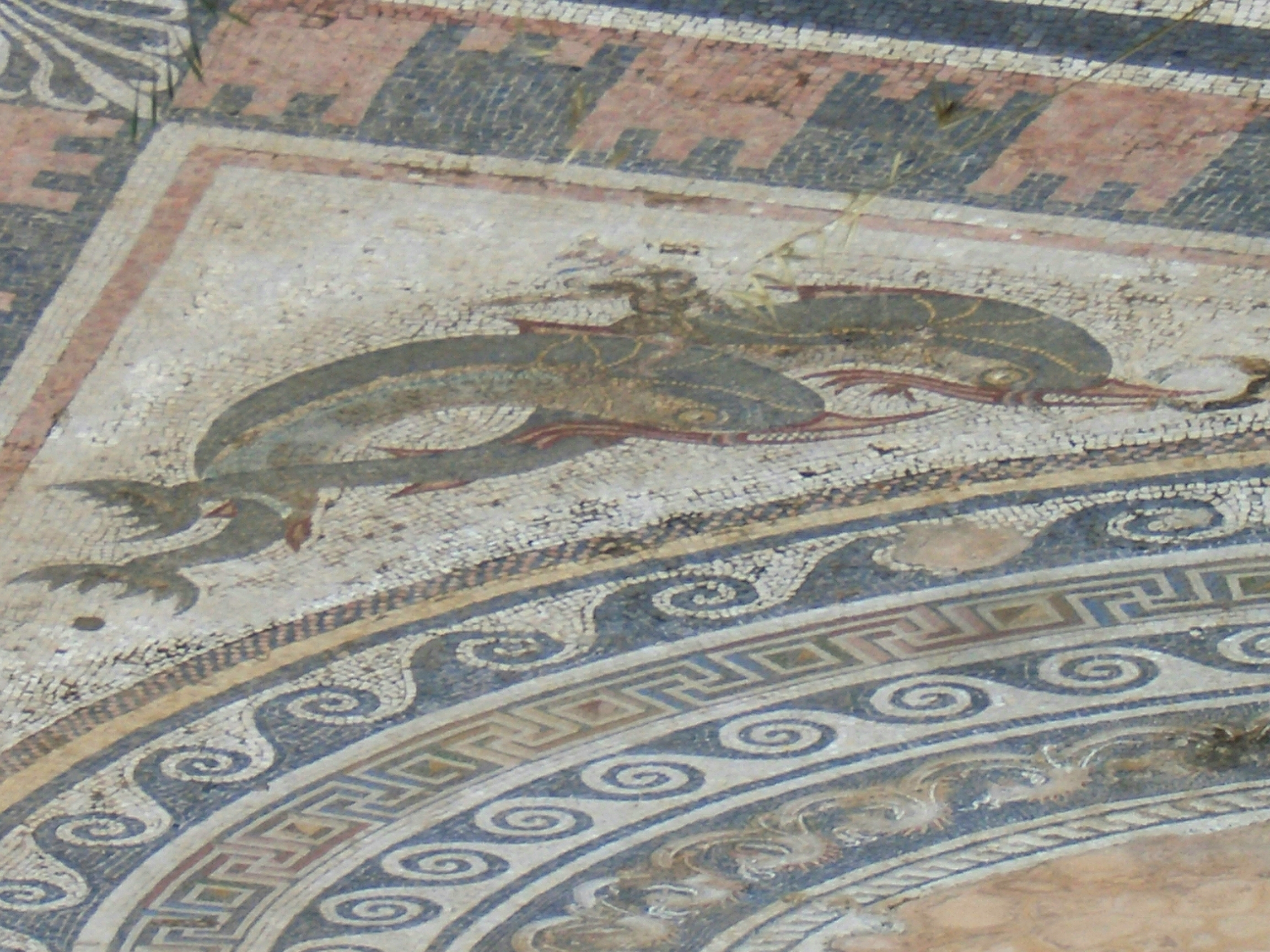
Dofins i genets al costat d'unes bandes decorades amb motius d'onades simples
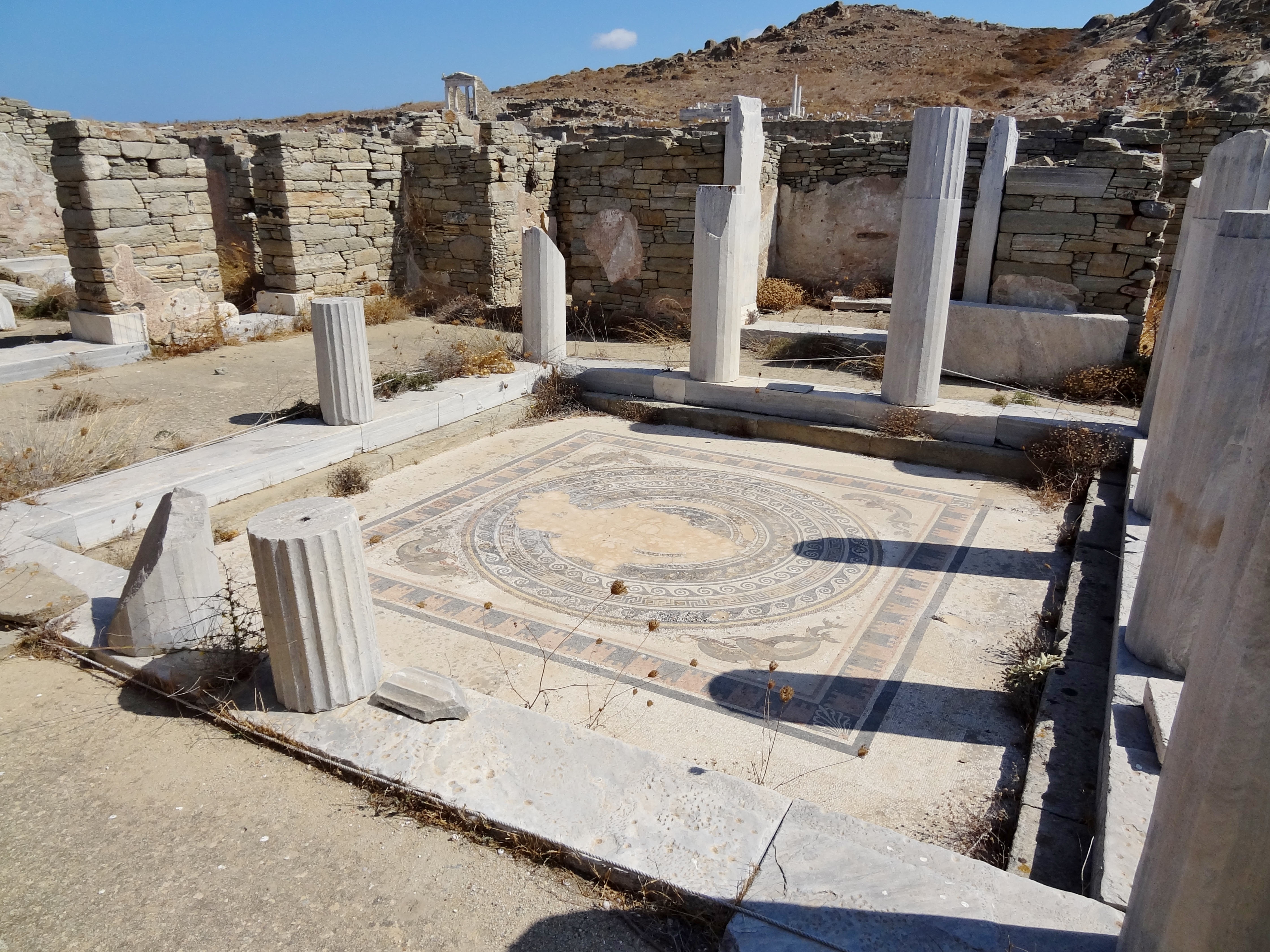
Pati del peristil delimitat per columnes que envolten un paviment de mosaic
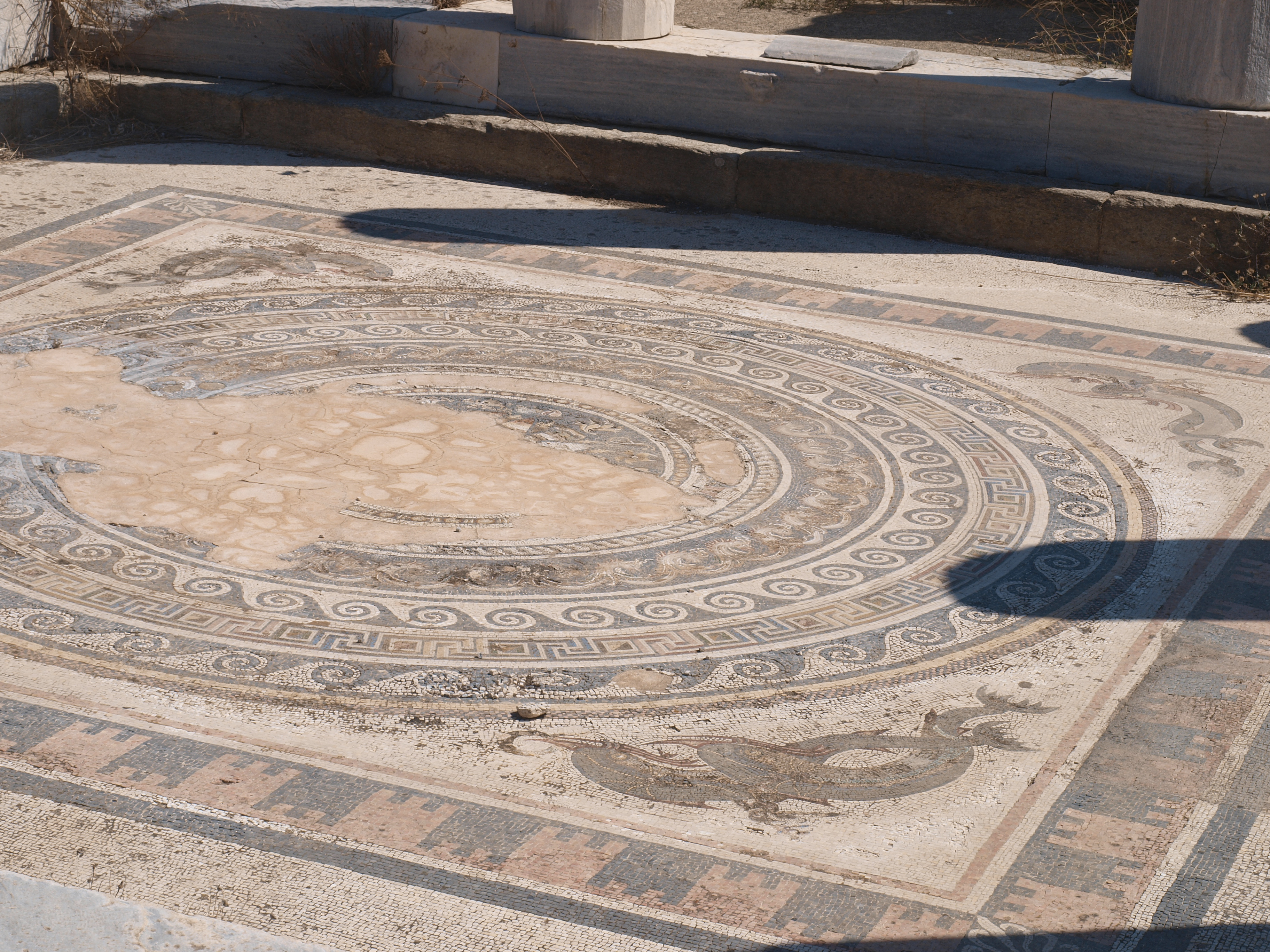
Detall del paviment de mosaic que mostra un cercle inscrit en un quadrat
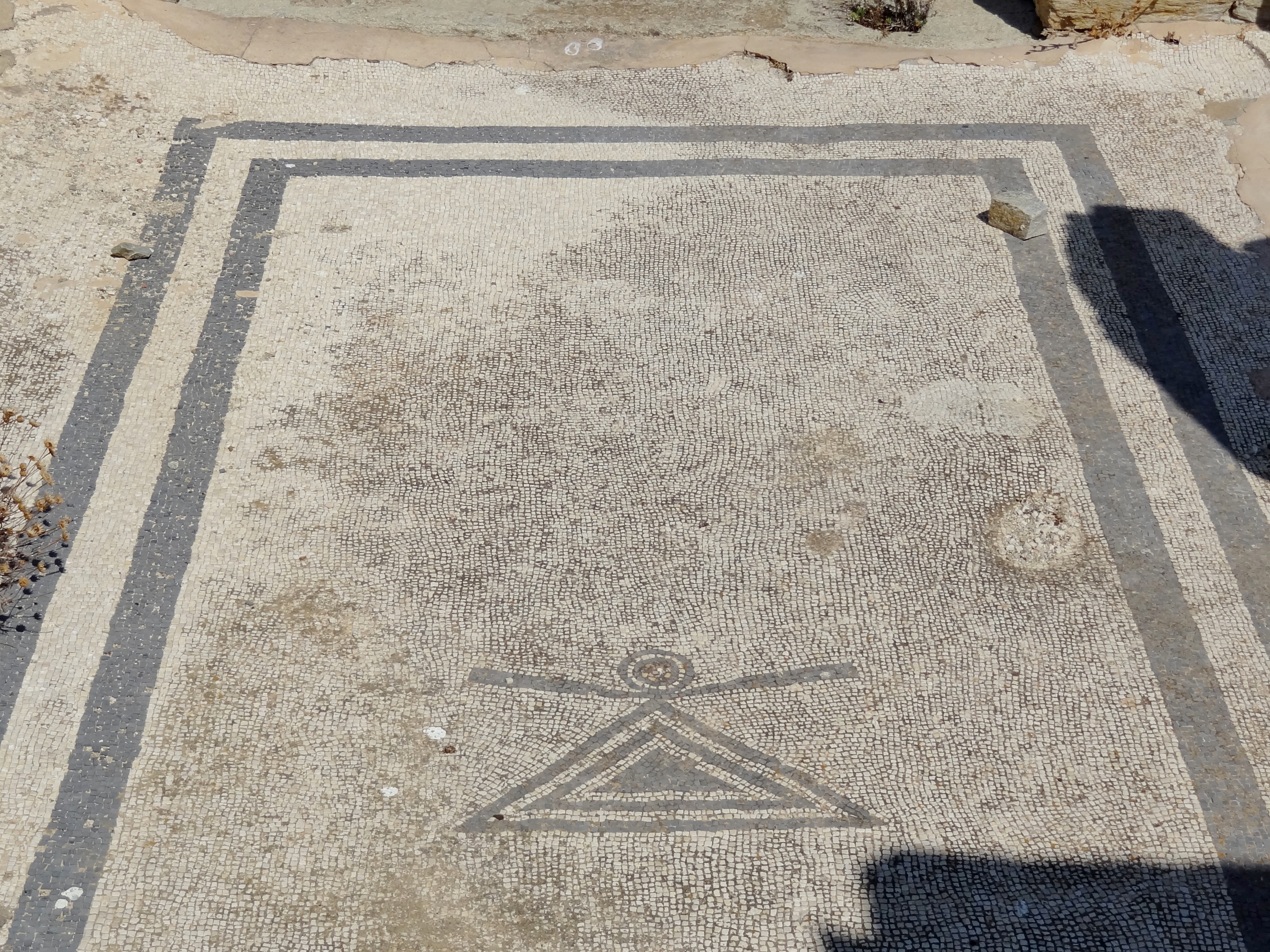
Mosaic amb el símbol de la dea punicofenícia Tanit

### Casa del Llac
Igual que la majoria d'habitatges de Delos, la Casa del Llac té una forma irregular en lloc d'una planta rectangular o quadrada. Estava situada prop d'un llac sagrat i va ser habitada des d'aproximadament el 300 aC fins al 100 aC. L'impluvium del peristil està envoltat per columnes monolítiques d'estil jònic i decorat amb un motiu geomètric al voltant d'una roseta central.

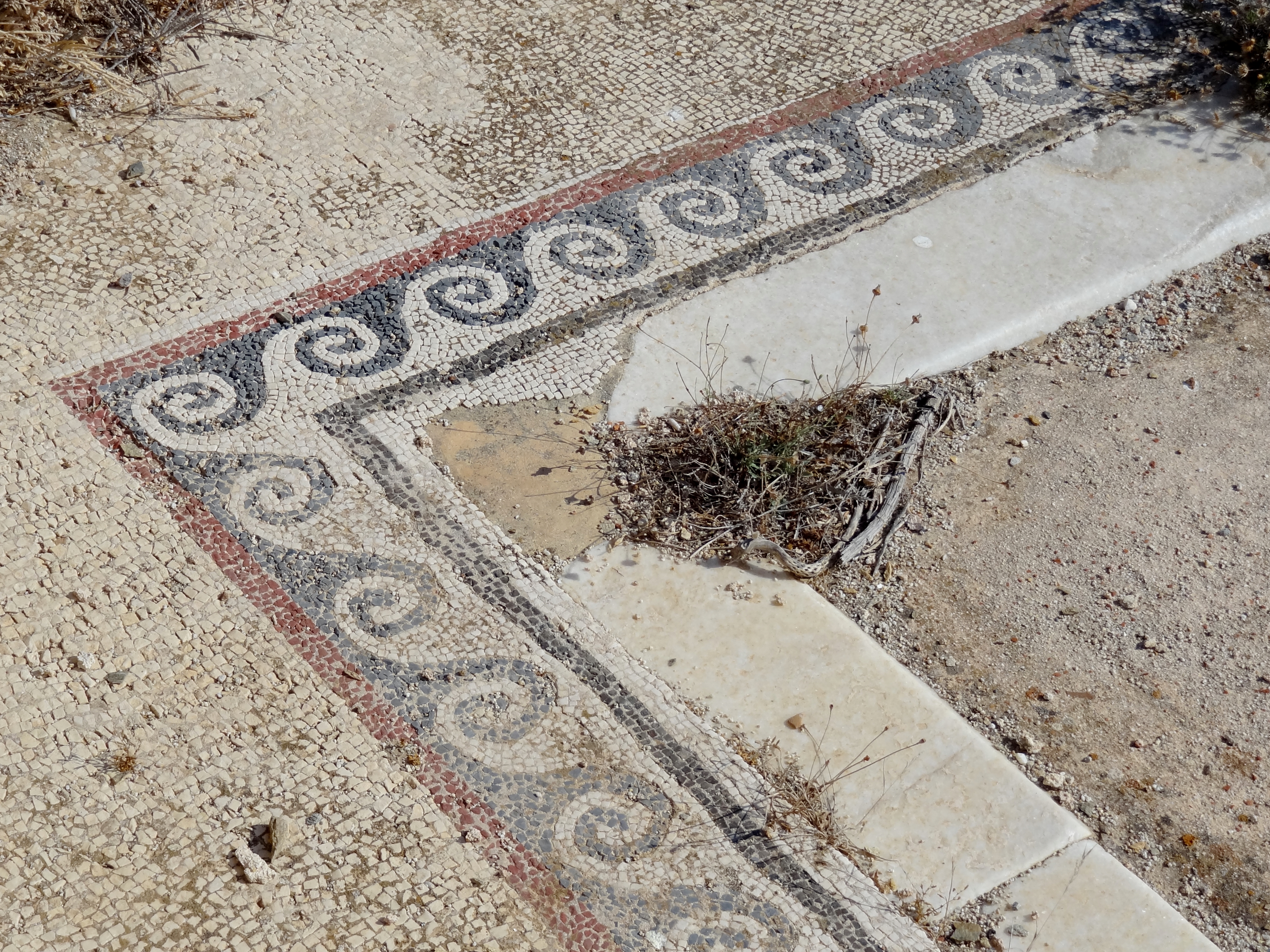
Detall del contorn amb el motiu d'una onada simple
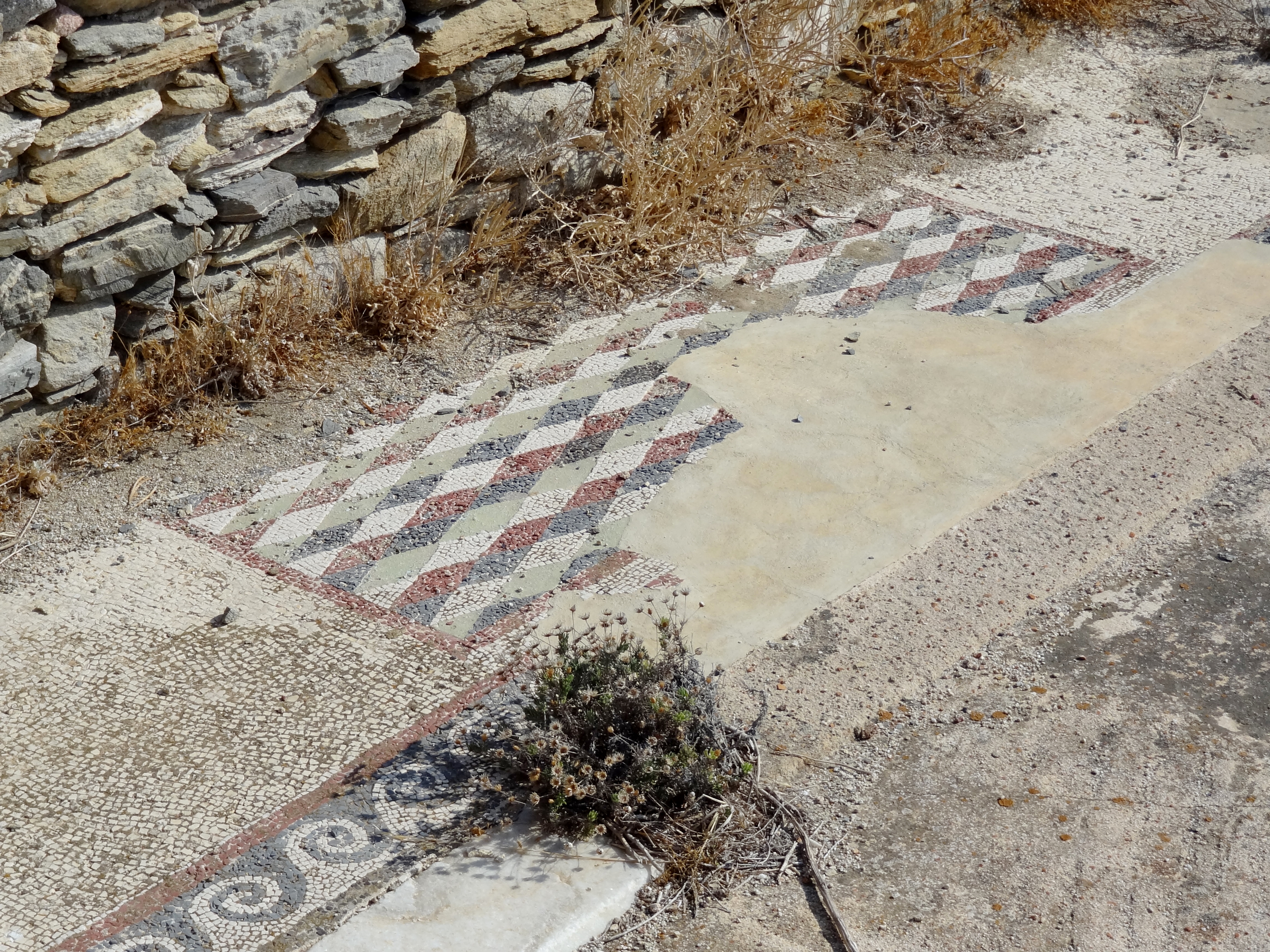
Mosaic amb disseny de cubs i contorn d'onada simple
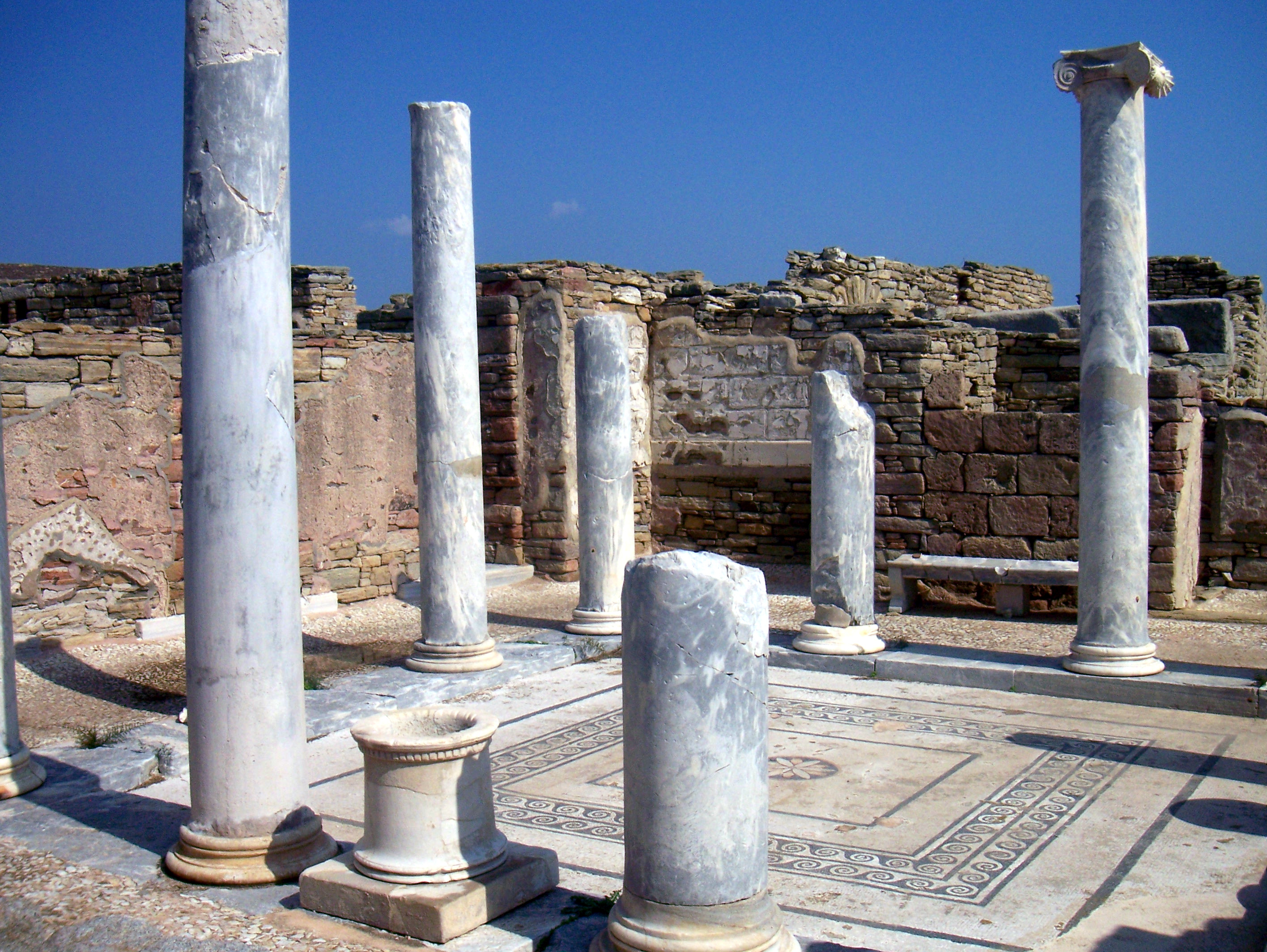
L'impluvium del peristil amb columnes d'ordre jònic i paviment de mosaic
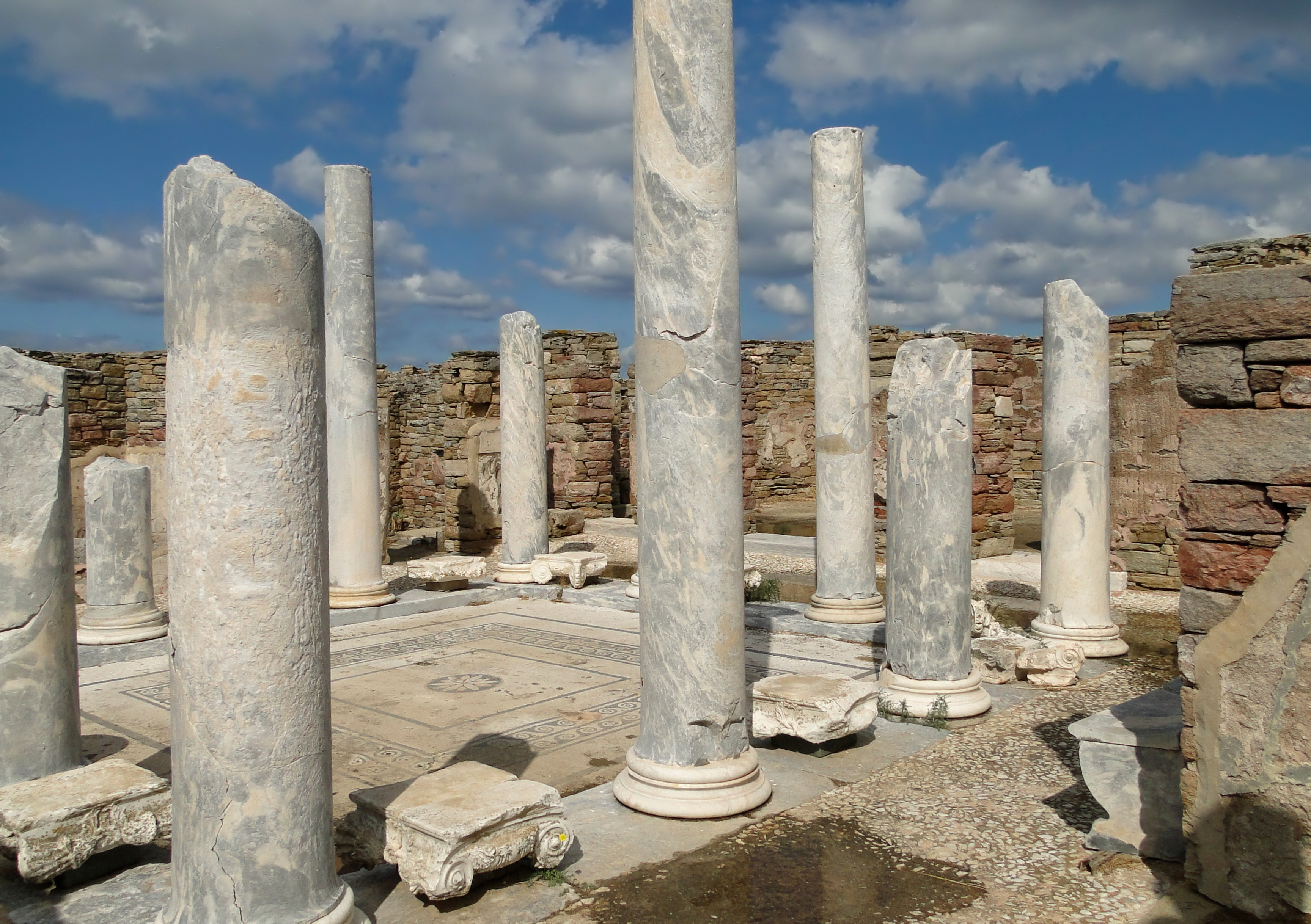
L'impluvi i el terra de mosaic vists des d'un altre angle

### Casa del Trident
La Casa del Trident té uns panells en el peristil amb el motiu d'un dofí negre representat al voltant d'una àncora vermella i tridents negres, tot això sobre un fons blanc. El tema suggereix que els amos de la casa estaven d'alguna manera relacionats amb l'activitat marítima. Aquests mosaics senzills bidimensionals contrasten amb els mosaics hel·lenístics de figures i motius policroms, tridimensionals i enormement detallats d'altres habitatges. Potser són comparables o fins i tot estarien relacionats amb els paviments de mosaic en blanc i negre que van aparèixer a la Itàlia romana algunes dècades més tard.

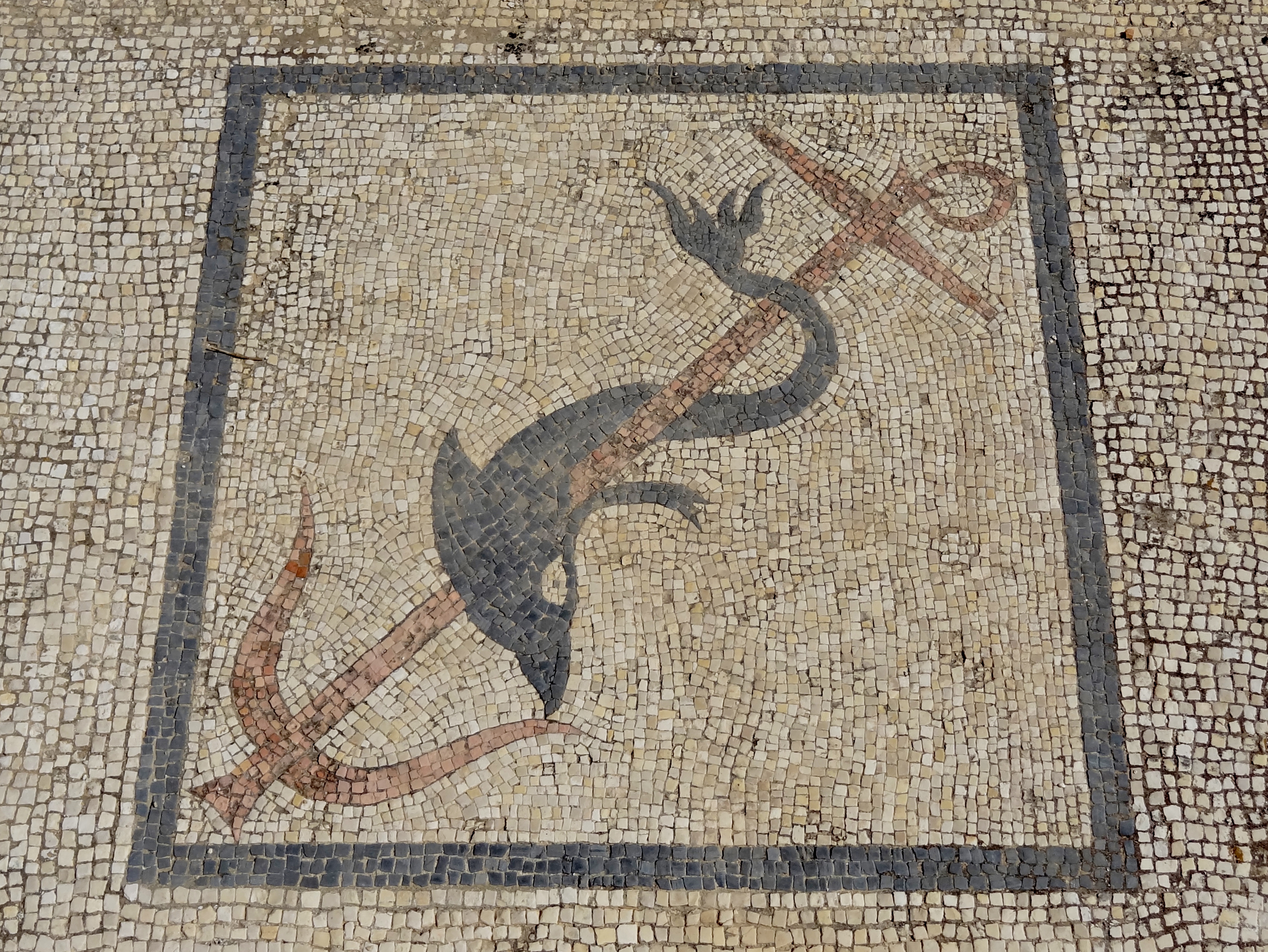
Detall d'un mosaic d'un dofí al voltant d'una àncora
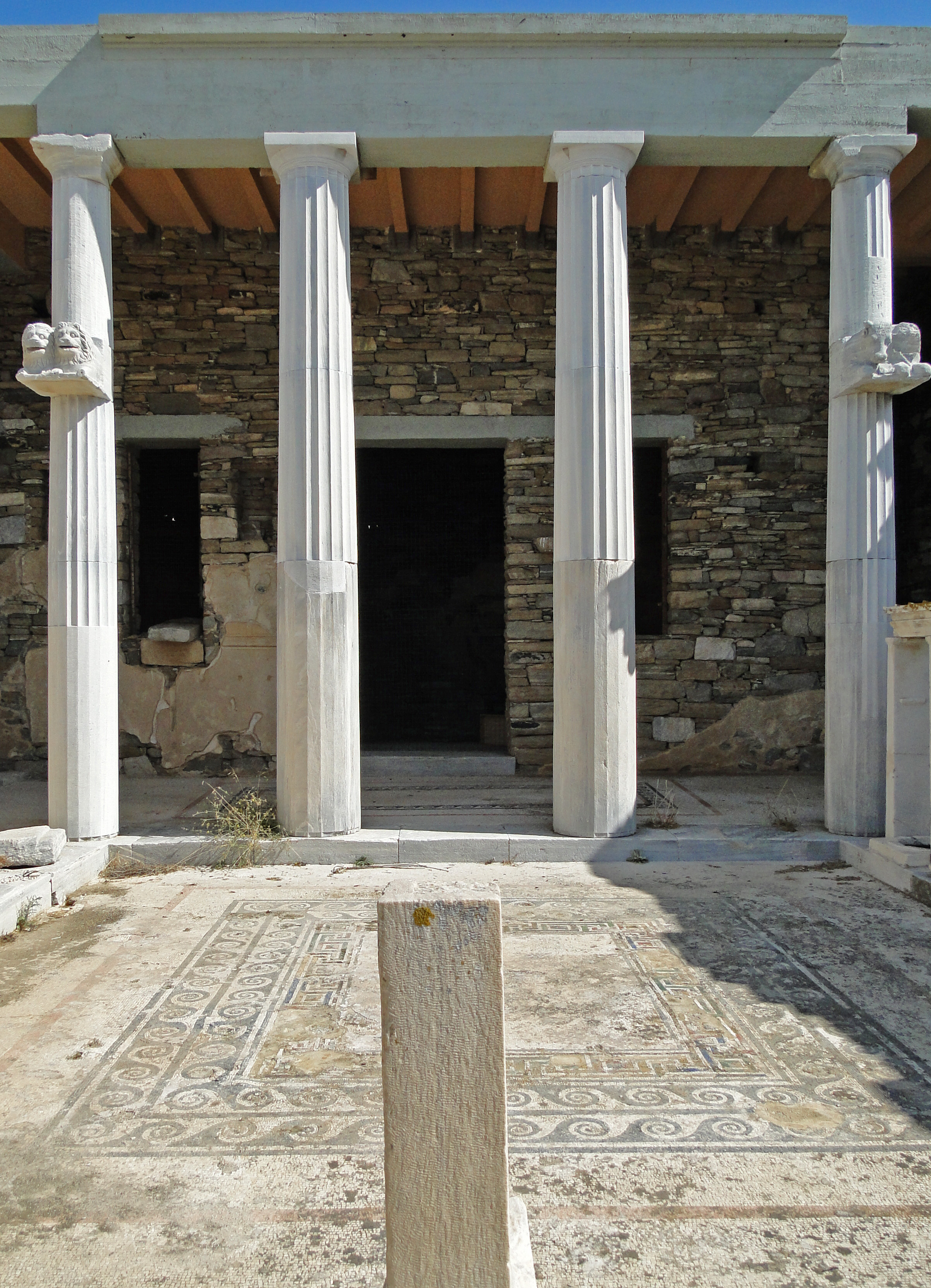
Vista del peristil d'un pati amb els paviments de mosaic
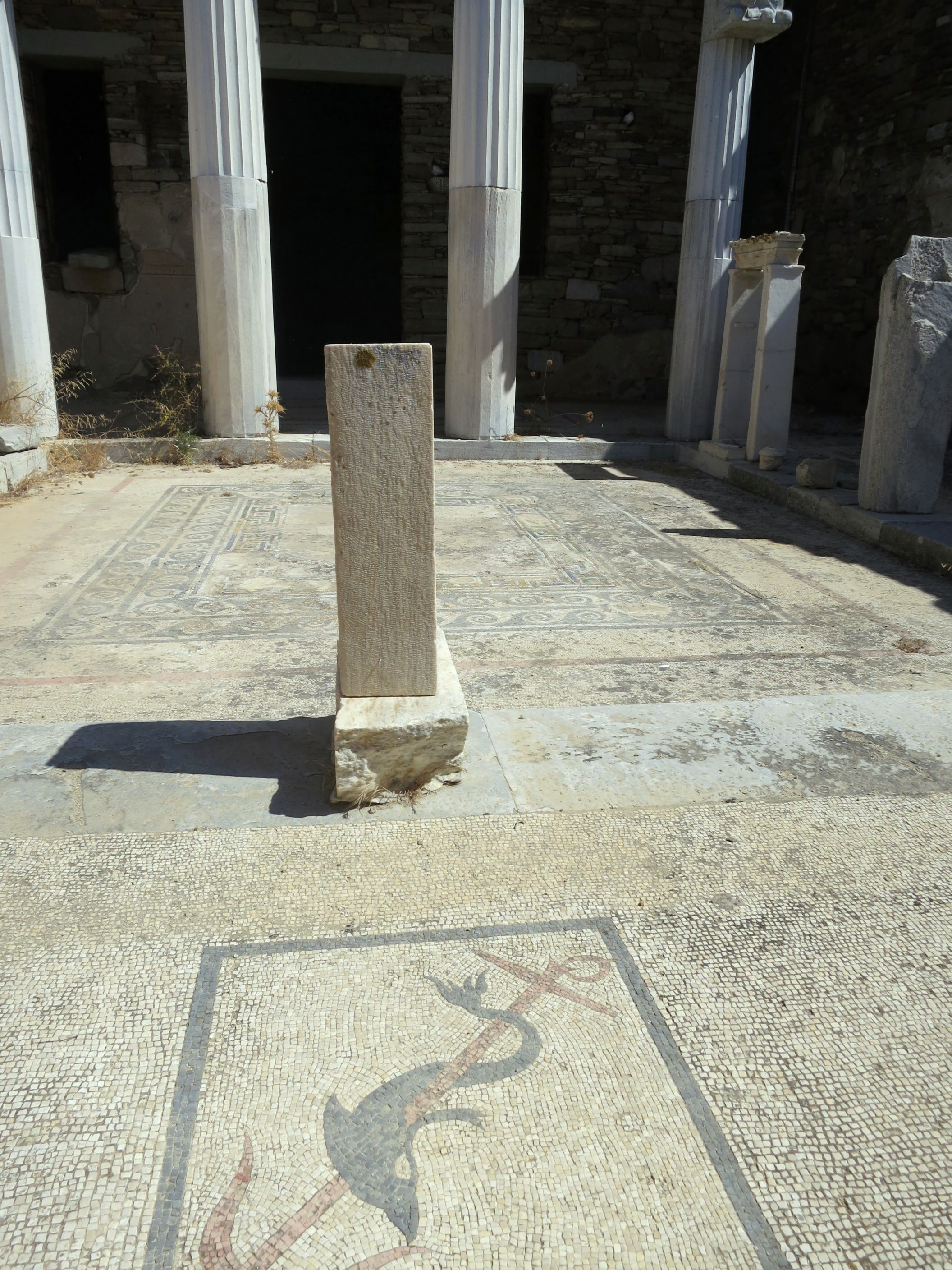
Una altra vista del pati i el mosaic del dofí